# Райский сад (картина Верхнерейнского мастера)
«Ра́йский сад», «Райский са́дик» или «Младе́нец Христо́с в ра́йском саду́» (нем. Paradiesgärtlein), — картина анонимного мастера начала XV века; образец так называемого «мягкого стиля», распространённого в Центральной Европе конца XIV — начала XV веков. До XIX века провенанс неизвестен; с 1821 по 1839 год была частью коллекции франкфуртского собирателя искусства Иоганна Валентина Прена; в 1878 году была передана Историческому музею Франкфурта; с 1922 года находится на постоянном хранении в Штеделевском художественном институте. Современные исследователи атрибутируют «Райский сад» живописцу, условно называемому Верхнерейнским мастером; вероятно, картина, написанная темперными красками с использованием золота и серебра, была создана в 1410—1420 годах в Страсбурге или Базеле.
Полная христианской символики, картина представляет собой изображение прекрасного сада, в котором среди трав, цветов, деревьев и птиц пребывают Богоматерь, Младенец Христос, Архангел Михаил и святые. Растения и птицы изображены с редким для XV века жизнеподобием; исследователи идентифицируют более двадцати видов растений и тринадцать видов птиц. Созданный художником образ двойствен: он сочетает в себе черты рая небесного как Эдемского сада и рая земного как мирной идиллии в цветущем саду. Оригинальная иконография, объединяющая в себе несколько иконографических типов, но в то же время не соответствующая ни одному из них, допускает множество толкований. По всей видимости, миниатюрных размеров картина не предназначалась для храма, а была создана как молитвенный образ для частного пользования.

## Провенанс
О проблеме датировки и локализации картины историки искусства Бодо Бринкман и Штефан Кемпердик пишут следующее: «Франкфуртский „Райский сад“ дошёл до нас без малейших свидетельств о его первоначальном контексте и без каких бы то ни было сведений, указывающих на его происхождение и предназначение». Первое известное упоминание о картине относится к 1821 году, когда житель Франкфурта Эрнст Фридрих Карл Прен (1781—1834) унаследовал её от своего отца Иоганна Валентина Прена (1749—1821). Иоганн Валентин Прен, франкфуртский кондитер и собиратель искусства, владел значительной коллекцией, насчитывавшей среди прочего более 800 живописных миниатюр. В их числе был и «Райский сад», предположительно приобретённый им около 1790 года (возможно, картину привёз во Франкфурт какой-то эльзасец, бежавший от Революции). Своё собрание Прен оформил особым образом, симметрично расположив на тридцати двух деревянных панелях, составлявших так называемый «картинный кабинет» (Gemäldekabinett). «Райский сад» был одним из немногих образцов средневекового искусства; остальные картины в основном представляли собой работы голландских и фламандских художников XVII века и произведения немецкой живописи XVIII века.
После смерти Прена коллекция перешла к его сыну, который в 1829 году принял решение распродать бо́льшую её часть с аукциона. «Райский сад» в аукционном каталоге был представлен следующим образом: «259. Старонемецкое искусство. Легенда с восемью фигурами, изображёнными в богато украшенном цветами саду». Однако в итоге Эрнст Фридрих Карл распродал в основном крупноформатные картины; «картинный кабинет» он решил сохранить и завещать Штеделевскому художественному институту, который на тот момент был единственным в Франкфурте художественным музеем. В 1834 году, когда не стало самого Эрнста Фридриха, его наследники действовали в соответствии с завещанием, однако не смогли договориться с администрацией Штеделевского института, которая отказалась выполнить поставленное покойным условие: Эрнст Фридрих хотел, чтобы коллекция его отца оставалась единой и неразделённой. Поэтому в 1839 году собрание перешло в собственность города; с 1842 года оно экспонировалось во Франкфуртской библиотеке, а в 1878 году было передано Историческому музею Франкфурта. В 1922 году «Райский сад» перешёл на постоянное хранение в Штеделевский художественный институт.

## Атрибуция
В 1841 году немецкий историк искусства Франц Куглер предпринял первое описание картины, дав ей название «Garten des Paradieses» («Райский сад»). По мнению Куглера, автором картины мог быть некий современник Штефана Лохнера, принадлежавший к Кёльнской школе; вместе с тем он отмечал некоторый архаизм стиля, свойственный более ранней живописи (в частности, работам Мастера святой Вероники). В 1855 году Генрих Густав Гото, упоминая картину в своей «Истории немецкой живописи до 1450 года», впервые дал ей то наименование, под которым она известна сейчас, — «Paradiesgärtlein» («Райский садик»).
Куглер, предполагая кёльнское происхождение картины, связывал её со школой Мастера Вильгельма; того же мнения придерживался Гото. Иоганн Давид Пассавант также видел в «Райском саде» произведение кёльнской школы, однако автором считал Мастера кёльнского соборного образа (Meister des Kölner Dombilds) или кого-то из его круга. Альфред Лихтварк возражал против кёльнской гипотезы («кто в то время в Кёльне … осмелился бы [написать] синие небеса?») и, на основе сравнения «Райского сада» с алтарным образом франкфуртской Петерскирхе, считал его работой среднерейнского мастера. Карл Альденховен видел в картине сходство с алтарным образом Мариенкирхе в Билефельде и полагал, что это произведение кого-то из вестфальских мастеров.

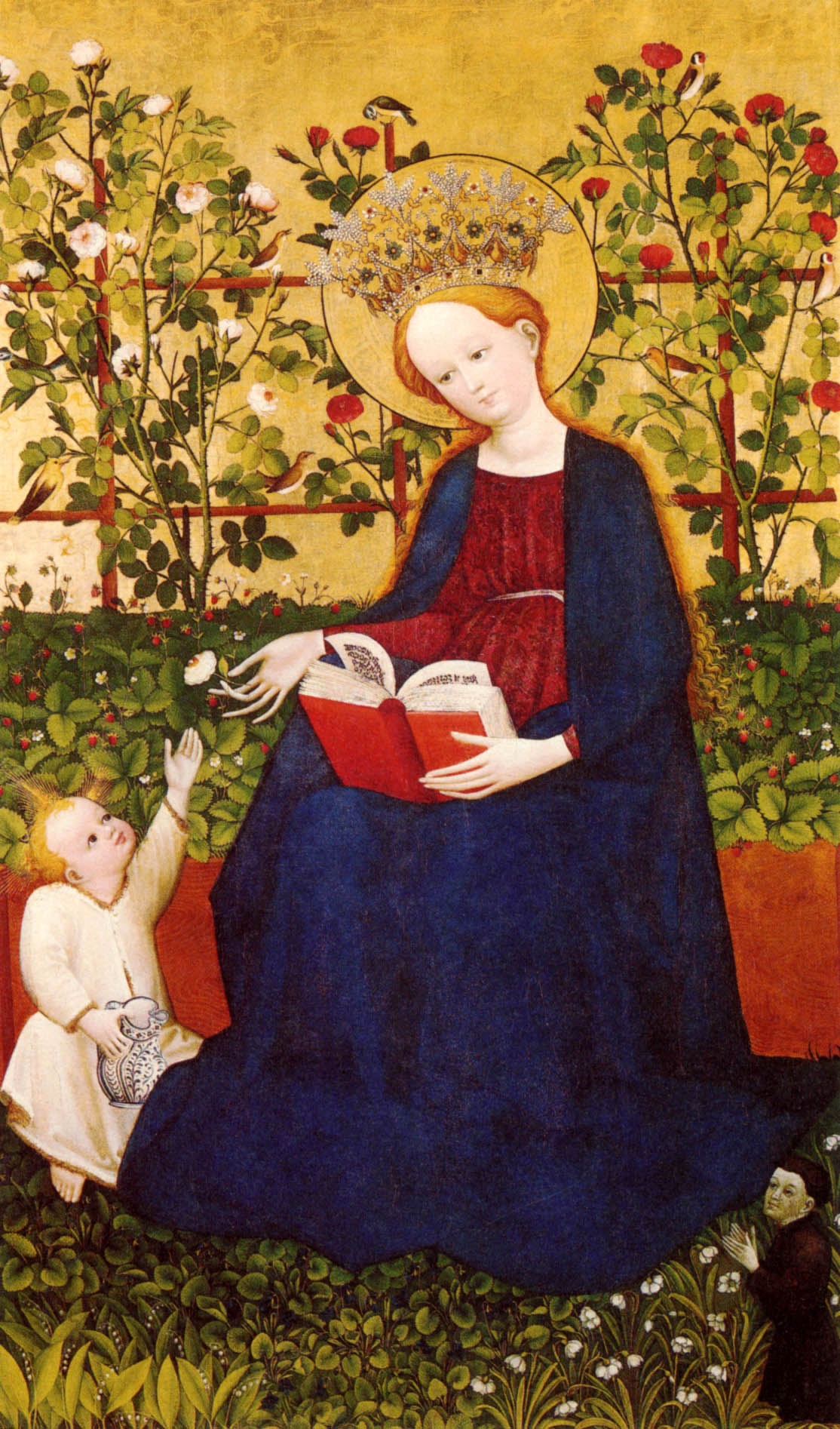
Мадонна на земляничной грядке. Ок. 1420. Золотурнский художественный музей

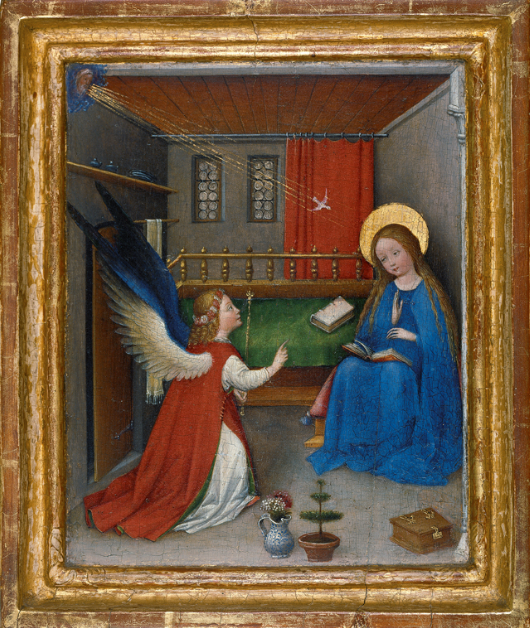
Благовещение. Ок. 1420—1430. Собрание Оскара Райнхарта

В 1881 году Герман Гротефенд впервые высказал гипотезу о южнонемецком происхождении картины. В 1905 году Карл Гебхардт отметил близость «Райского сада» и так называемой «Мадонны на земляничной грядке», или «Золотурнской мадонны» (ок. 1420, Золотурнский художественный музей), сделав вывод о верхнерейнском происхождении художника. В качестве возможного автора Гебхардт выдвинул Ганса Тифенталя (Hans Tiefental), художника, работавшего в Базеле и Страсбурге в 1420—1430 годах.
В 1928 году Вальтер Хугельсхофер атрибутировал «Благовещение» из винтертурского собрания Оскара Райнхарта тому же неизвестному художнику, который создал франкфуртский «Райский сад». В том же году Ильзе Футтерер предположила, что ему принадлежат также «Рождество Богоматери» и «Сомнение Иосифа» (ок. 1410—1420) из собрания страсбургского Музея собора Нотр-Дам. Автору этих работ дали условное именование Верхнерейнский мастер, или Мастер франкфуртского райского сада, — по названию картины, уже в XIX веке получившей широкую известность.
В XXI веке был проведён дендрохронологический анализ, показавший, что дерево, из которого сделана послужившая основой картины доска, было срублено не позднее 1388 года. Это значит, что, учитывая время, необходимое для полноценного высыхания древесины, картина не могла быть написана ранее 1398 года. Скорее всего, «Райский сад» был создан в 1410—1420 годах, в окрестностях Базеля или Страсбурга. Современные исследователи, на основании изучения всей совокупности приписываемых Верхнерейнскому мастеру работ, склоняются к последнему.

## Описание

### Техника и сохранность

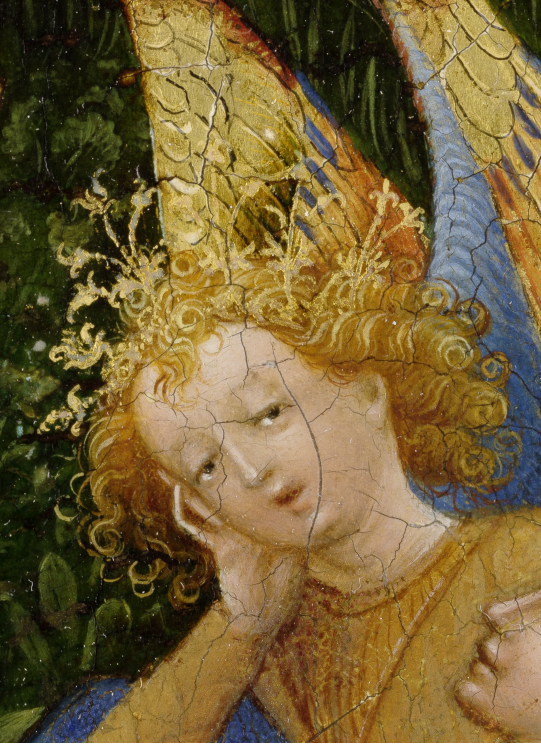
Архангел Михаил в золотом венце. Деталь картины

«Райский сад» выполнен в смешанной технике на цельной дубовой панели размером 26,3 × 33,4 см и толщиной 0,6 см. В качестве материалов использовались, помимо грунта и темперных красок, золото и серебро, лессировочные и защитные лаки. Так, в изображении небес под красочным слоем присутствует тонкая подложка из серебряной фольги, покрытая золотистым лаком; с использованием серебряной фольги созданы также ножные латы святого Георгия, стоящий на столе стакан и едва различимые рыбки в колодце. Крылья архангела Михаила и кольчуга святого Георгия выполнены с применением полированного сусального золота, а для остальных золотых деталей — венцов, ковша-черпака, струн музыкального инструмента, кистей подушки, на которой восседает Мария, и пр. — использовалась техника масляного золочения.
Некоторые части рисунка предварительно процарапывались в грунте (подобно прорисям): очертания зубцов стены, примыкающих к серебряной подложке росписи неба, контуры и складки одежд, структура кольчуги святого Георгия и пр. Кроме того, в некоторых местах тонкого или полупрозрачного красочного слоя различимы линии чернового рисунка, не вполне совпадающие с окончательной изобразительной формой: тарелка и стакан на столе немного отличаются по размеру от предварительного наброска, ещё одна линия указывает на чуть более высокое положение скатерти, на коричневой деревянной стене видны подготовительные рисунки ствола и отдельных листьев правого дерева.
Глубокий насыщенный синий цвет небес достигнут наложением двух красочных слоёв: нижний на основе азурита, верхний — ультрамарина. Та же техника использовалась и при создании одежд персонажей: дополнительный, лессировочный, ультрамариновый слой усиливал тон затенённых участков. Однако с течением времени ультрамариновые лаки утратили пластичность и потрескались в теневых участках синих одежд, что привело к образованию значительных кракелюр.
Произведение дошло до наших дней в хорошем состоянии, не считая легкого коробления дубовой панели (выгнутость в сторону красочного слоя), отдельных незначительных утрат, повреждений и потертостей авторского красочного слоя. По верхнему краю неба, на многих участках травы и в ряде других частей изображения присутствуют следы позднейших поновлений (записей) и других домузейных реставрационных вмешательств, выполненных с большой тщательностью. Торцы панели зашпаклёваны и покрыты более поздней порошковой позолотой на красном фоне. На оборотной стороне, покрытой в конце XVIII — начале XIX вв. бумагой, сохранились инвентаризационные надписи коллекции Прена.

### Композиция и стиль
Картина, полная христианской символики, представляет собой изображение прекрасного сада, в котором среди трав, цветов, деревьев и птиц пребывают Богоматерь, Младенец Христос, Архангел Михаил и святые. Сад, огороженный белокаменной стеной, за которой видно лишь лазурное небо, представлен как идиллическое неземное пространство, в котором царят радость, гармония и красота.

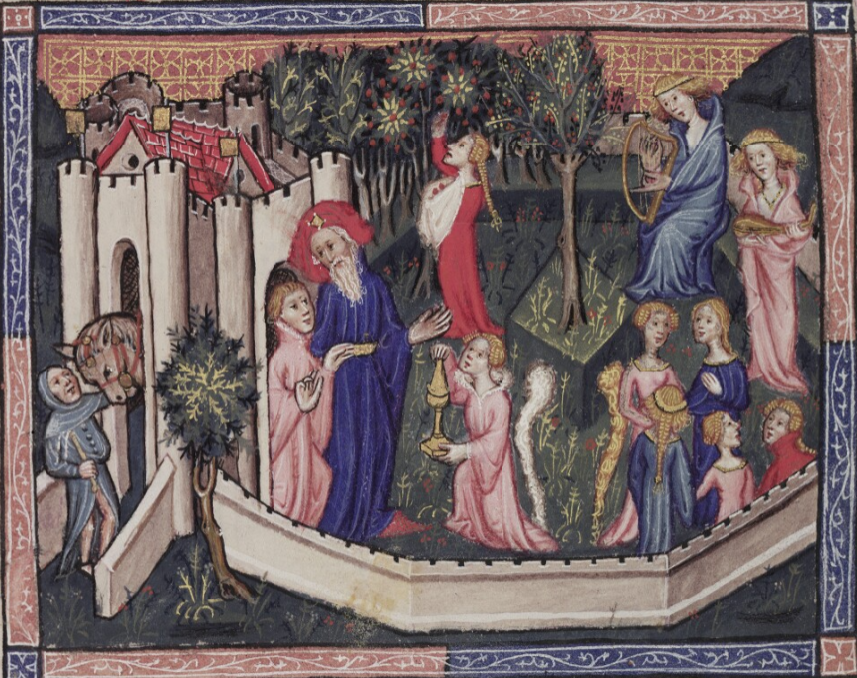
Миниатюра Жана де Гриза из рукописи Bodley 264 (ок. 1338—1410)

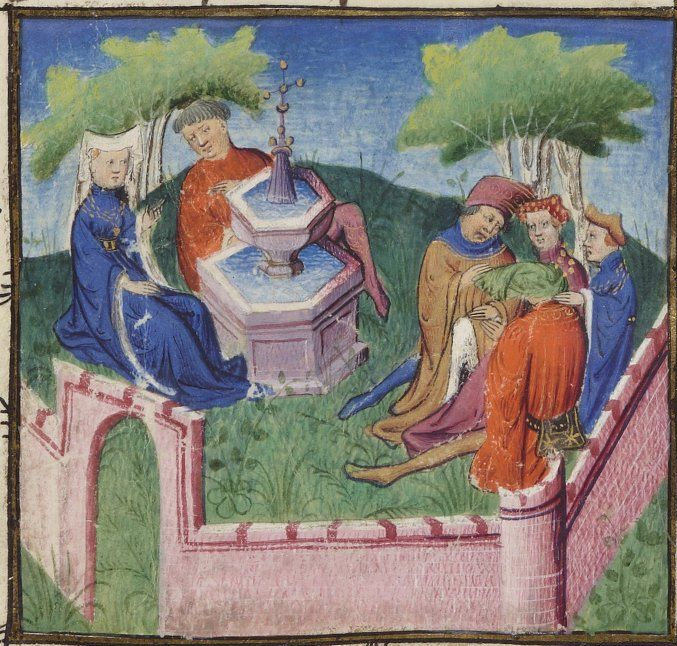
Иллюстрация Мастера Эджертона к «Книге герцога истинно влюбленных» Кристины Пизанской (ок. 1407)

Небольшие размеры, тонкость письма, внимание к деталям и чистые, яркие цвета сближают композицию Верхнерейнского мастера с книжной миниатюрой — в первую очередь французской, хотя неизвестно, был ли автор «Райского сада» с ней знаком. Красочность колорита, с преобладанием красного, синего и белого цветов, напоминает работы парижских миниатюристов, в первую очередь Мастера часослова Бусико, однако в изображении фигур и лиц стилевого сходства не прослеживается. Возможно, некоторое влияние на стиль Верхнерейнского мастера оказали традиции маасской школы, но в целом исследователи сходятся в том, что «Райский сад» сложно отнести к какой-то определённой художественной школе или традиции; скорее, в нём можно проследить отдельные заимствованные мотивы и переклички с работами современников.
Так, один из персонажей «Райского сада» — святая, собирающая вишни, — обнаруживает большое сходство с одной из женских фигур, изображённых на миниатюре Жана де Гриза в иллюминированной рукописи, созданной около 1400 года в Англии и представляющей гарем, в котором довелось побывать венецианскому путешественнику Марко Поло. Вместе с тем это сходство проявляется исключительно в плане тематики и композиции; в стилевом же отношении английская миниатюра и «Райский сад» весьма различны. Поэтому, скорее всего, параллели между ними объясняются не непосредственным влиянием, а существованием неких общих прообразов. Несомненная общность отмечается также между «Райским садом» и созданной около 1407—1408 года миниатюрой парижского художника, известного как Мастер Эджертона. На этой миниатюре, представляющей собой иллюстрацию к «Книге герцога истинно влюблённых» Кристины Пизанской, группа мужских персонажей беседует между собой, расположившись под деревом в саду; поза одного из них (на первом плане) чрезвычайно схожа с позой святого Георгия на картине Верхнерейнского мастера.

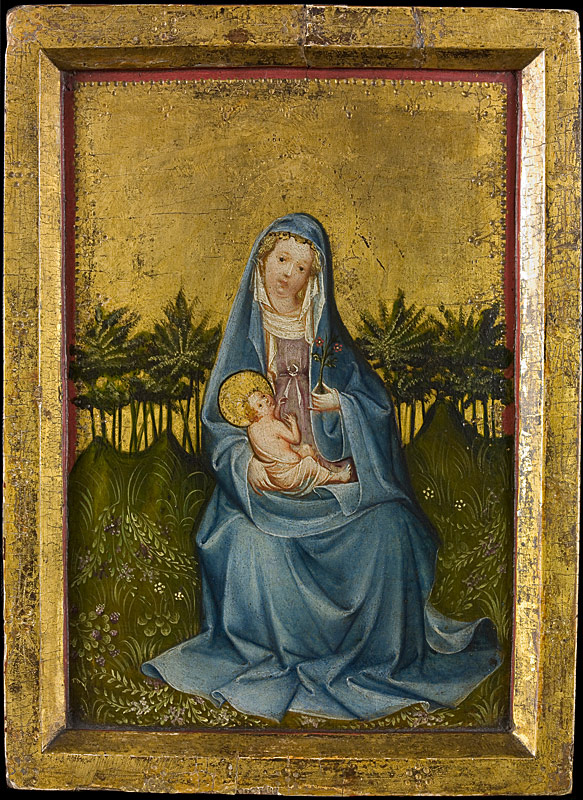
Неизвестный художник кёльнской школы. Мария в зелени. Ок. 1420—1425. Кёльн, музей Вальрафа—Рихартца. Пример немецкой живописи мягкого стиля

Историки искусства отмечают также, что в работе неизвестного мастера нашли отражение черты так называемого мягкого стиля — разновидности интернациональной готики, которая получила распространение в странах Центральной Европы в конце XIV — начала XV века. Для этого стиля, во многом явившегося отражением рыцарской культуры с её куртуазностью и культом Прекрасной Дамы, характерны особая утончённость и лиричность образов. Образ райского сада в представлении художника отчасти напоминает сцену из жизни высшего общества, но в то же время проникнут глубоким религиозным чувством. Сохраняя во многом черты архаичности, Верхнерейнский мастер в своей картине даёт новую, лирически интимную интерпретацию религиозного сюжета, полную одновременно элегической мечтательности и наивной непосредственности. Так, А. Н. Бенуа, называя «Райский сад» «чарующей сказкой», пишет, что этот «крошечный игрушечный садик» полон «щебета птиц и запаха цветов», а сидящий на райской лужайке «Малютка-Спаситель» окружён не возвышенными небожителями, а «товарищами своих милых детских игр».
Аристократическая утончённость манеры и символический характер пейзажа сочетаются у Верхнерейнского мастера с вниманием к деталям и реалистичным изображением природы, что делает «Райский сад» одной из первых картин, изображающих растения не только натуралистически достоверно, но и в окружении естественного пейзажа. Карл Гебхардт в посвящённом художнику очерке писал: «Мастер Райского сада — первый большой художник Южной Германии в области станковой живописи, который <…> осознанно обратился к изучению природы и тем самым начал новый этап в развитии искусства своего времени и своей страны». Современные исследователи также придерживаются мнения, что Верхнерейнский мастер скрупулёзно изучал именно живую натуру, а не распространённые в его время «гербарии» — сборники зарисовок цветов и трав. Жизнеподобность в изображении флоры и фауны райского сада позволила исследователям идентифицировать более 20 видов растений и 13 видов птиц. Вероятно, столь высокая степень детализации объясняется тем, что все элементы пейзажа представляли собой знаки и символы изобразительного языка, с которым был хорошо знаком средневековый зритель, и для того чтобы он мог, к примеру, соотнести то или иное растение с его аллегорическим смыслом, облик этого растения должен был быть легко узнаваем.
Пространство картины построено по типу «орлиной» перспективы, что присуще и наиболее ранним из известных немецких рисунков. Во многом «Райский сад» принадлежит старой традиции: об этом говорят стремление его создателя к равномерному заполнению поверхности, разобщённость композиции, отсутствие единого действия, неправильные пропорции фигур, искажения перспективы в изображении предметов. Вместе с тем новшествами являются расширение переднего плана в глубину, попытка приблизиться к перспективному построению пространства, а также значительное уменьшение размеров фигур по отношению к предметам и их наложение друг на друга. Всё это свидетельствует о стремлении художника к единой масштабной системе, в отличие от произведений более раннего времени.
Колорит «Райского сада» построен на трезвучии «красный — белый — синий» (в этих цветах выдержаны одеяния женских персонажей и Младенца) и отличается особой чистотой и звучностью красок, кажущихся сияющими, светящимися. Характерный для интернациональной готики золотой фон заменён здесь насыщенным синим цветом неба, одновременно естественным и мистическим. По всей видимости, использованные художником цвета́ также несут смысловую нагрузку, обладая определённой символикой: так, тот же синий мог символизировать чистоту, красный — Божественную любовь, зелёный — надежду. Вместе с тем праздничность колорита и светоносность красок создают ощущение погожего летнего дня на природе, в уютном земном саду.
В иконографическом плане «Райский сад» — произведение сложноорганизованное, продуманное и выстроенное; изобилуя символами и внутренними связями, оно предполагает множество прочтений и иносказательных толкований. Практически каждый элемент наделён собственной символикой, усиливаемой и умножаемой неоднозначностью большинства символов. За счёт тонких цветовых перекличек, взаимного расположения фигур святых и несущих ту или иную символику растений и птиц, «геометрической» организации ключевых элементов (с преобладанием триад и крестообразных форм) возникают внутренние смысловые параллели между отдельными объектами и персонажами, создающие для образованного зрителя дополнительные слои восприятия. Числовая символика, по всей видимости, также играет в композиции немалую роль, пронизывая пространство картины христианскими мотивами Троицы, Креста и т. п.
По мнению Альфреда Лихтварка, «среди всех картин эпохи мастера Франке» «Райский сад» в наибольшей степени полон «свободного творчества и поэзии». Кеннет Кларк в своей монографии «Пейзаж в искусстве» (1949) писал, что эта картина «содержит элементы пейзажа позднего Средневековья в их самой совершенной форме и передаёт мир тонкого чувственного восприятия». Уподобляя миниатюру Верхнерейнского мастера «украшенной эмалью короне работы готического ювелира», он называл её «ценнейшим сокровищем». Современные исследователи Бодо Бринкман и Штефан Кемпердик, специалисты по истории германского искусства, считают «Райский сад» «единственным в своём роде»: по их словам, «в отношении как формы, так и содержания искусство 1400-х годов и даже всего XV века не знает другого подобного произведения, которое было бы сопоставимо с этим».

### Пространство сада

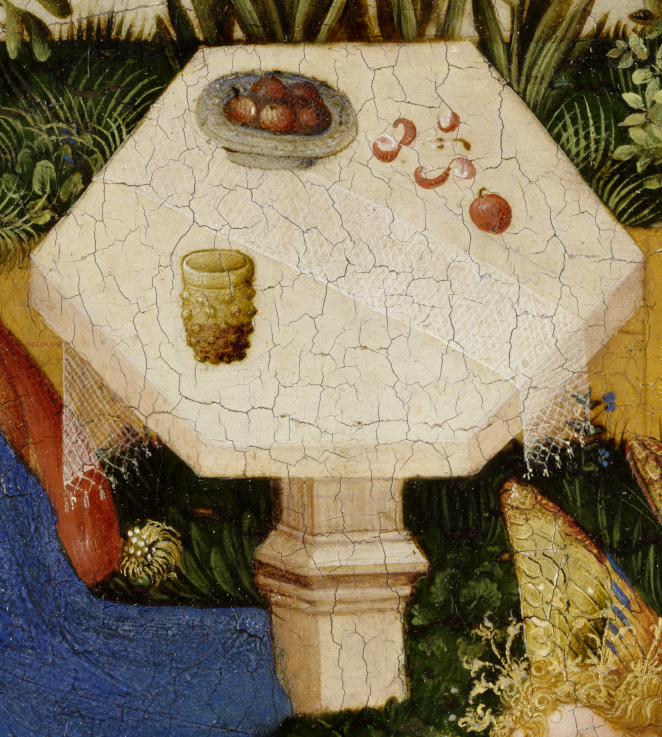
Столик со стаканом и фруктами. Деталь картины

Изображённый на картине сад воплощает, по словам биолога и искусствоведа Эстер Гальвиц, «земное представление о небесном рае». С двух сторон пространство замыкает белая зубчатая стена, напоминающая стены средневекового замка и создающая ощущение изолированности от внешнего мира, уединённости. Параллельно дальней части стены расположена цветочная клумба, устроенная на небольшом возвышении и огороженная дощечками. Перед клумбой — зелёная лужайка, густо поросшая травами и цветами и напоминающая пёстрый ковёр.
Чуть правее центральной оси картины изображён шестиугольный мраморный столик, на котором лежит белая кружевная дорожка: её концы свисают по обеим сторонам. На ближнем к нам краю столика стоит зеленовато-жёлтый стакан-нуппенбехер с красным вином; на дальнем — серебряная чаша с яблоками. Пять яблок лежат в чаше, ещё одно — на поверхности стола, рядом с яблочными шкурками и несъеденной сердцевиной. Яблоки, как известно, символизируют грехопадение первых людей и их искупление Христом; вероятно, здесь они также представляют собой аллюзию на плоды с Древа познания: уже сорванные и вкушённые. В то же время покрытый белой тканью стол с чашей и стаканом вина не мог не вызывать у средневекового зрителя ассоциаций с алтарём во время таинства Евхаристии.
В левом нижнем углу изображён источник: небольшой и неглубокий колодец, обнесённый камнем и имеющий деревянный жёлоб-сток. Сквозь прозрачную воду видны камешки на дне и едва различимые в наши дни (из-за сильной истёртости серебряного покрытия) рыбки, плывущие в сторону стока. Вода в колодце может символизировать Деву Марию как «живую воду»; сам колодец также может быть одним из эпитетов Богоматери как «неизливаемого» источника жизни. Менее вероятно, что этот скромный источник — аллюзия на библейскую «реку для орошения рая», упомянутую в Книге Бытия (Быт. 2:10).

### Персонажи
Помимо Девы Марии и Младенца Христа на картине присутствуют три женских персонажа (по правую руку от Марии) и три мужских (по левую). Лица последних темнее по тону, в остальном же черты тех и других во многом схожи (вплоть до одинаково длинных и тонких пальцев). Мужские персонажи — двое из них сидят на траве под деревом, один стоит, опираясь на ствол, — объединены общей беседой или пением; каждому из них соответствует тот или иной атрибут (Дьявол, дракон, чёрная птица). Женские фигуры, напротив, рассредоточены и представлены каждая за своим занятием (чтение, музицирование, сбор плодов, черпание воды из колодца), которые, однако, не дают достаточных оснований для однозначной их идентификации. Друг с другом обе группы не взаимодействуют: пребывая в общем пространстве, они в то же время кажутся изолированными друг от друга.

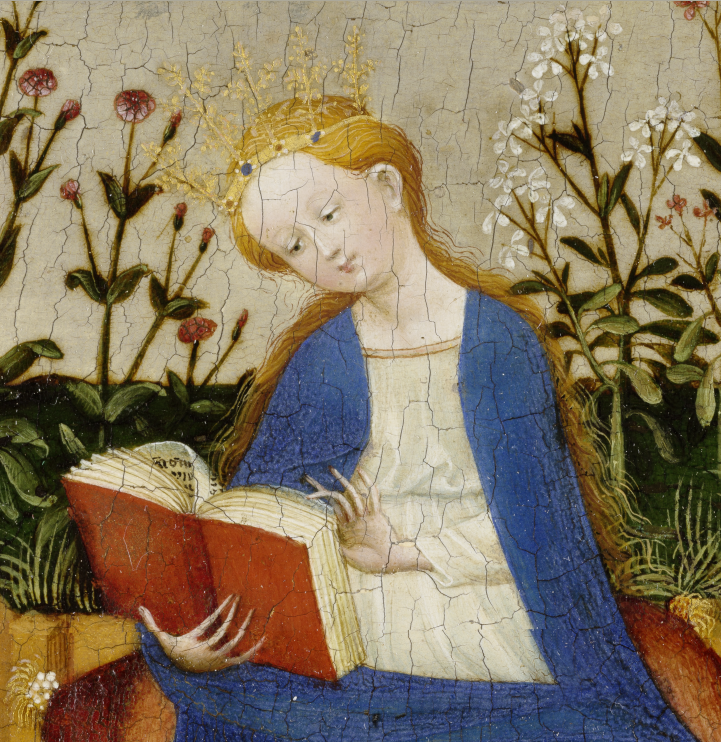
Читающая Богоматерь. Деталь картины

В центре композиции — фигура Богоматери: слегка смещённая влево относительно центральной оси, она тем не менее является зрительной и смысловой доминантой картины, замыкая вершину образованного обеими группами персонажей условного треугольника. В руках у неё раскрытая книга в красном переплёте: склонив голову, она готовится перелистнуть страницу. Лазурная синева её одеяния перекликается с небесной синевой, а венчающая её золотая корона, украшенная драгоценными камнями, соответствует традиционному представлению Марии как Царицы Небесной. Вместе с тем её безыскусное белое платье под синей накидкой напоминает простую холщовую рубашку, и восседает Мария не на троне, а на обычной подушке — даже будучи царицей, она смиренна и скромна. По всей видимости, неслучайно и то, что подушка, лежащая прямо на земле, расположена ниже цветочной клумбы, находящейся на возвышении: подобная символика пространственных соотношений, хорошо знакомая современникам Верхнерейнского мастера, говорит о том, что Мария одновременно и Царица Небесная, и Раба Господня. Большинство изображённых на картине предметов так или иначе связано с мариологической символикой, являясь своего рода поэтическими эпитетами Богоматери; то же можно сказать и о большинстве растений — в первую очередь розе и лилии как традиционных цветах Девы Марии, а также цветах белой окраски, символизирующих непорочность и чистоту. Поэтому многие исследователи интерпретируют «Райский сад» как многослойное, охватывающее разные смысловые уровни, прославление Богоматери; так, по мнению Ренаты Либенвайн, он — «непрестанная хвала Марии, в которой сливаются голоса растений, животных и людей».

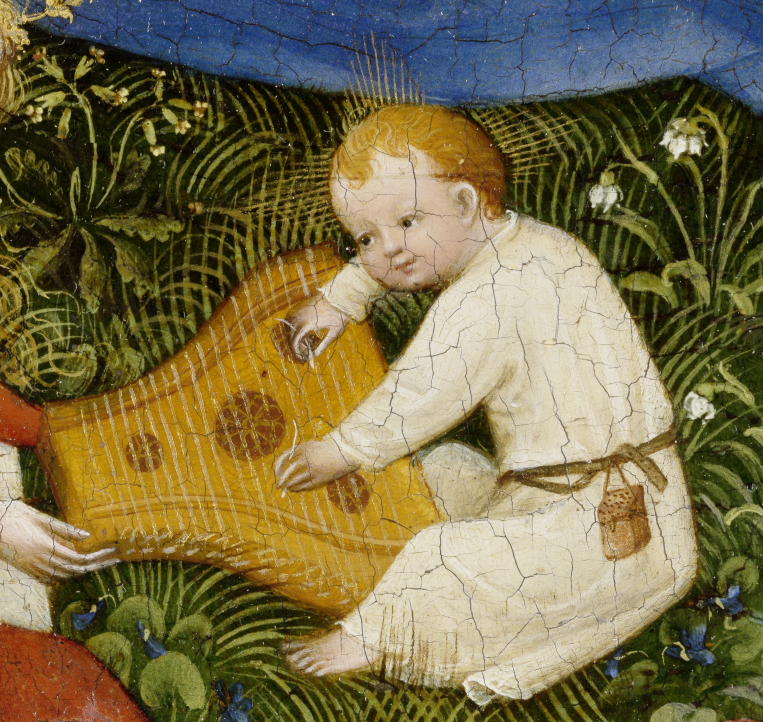
Младенец Христос, играющий на псалтериуме

Младенец Иисус в белых одеждах, увенчанный лучистым нимбом, образующим некое подобие креста, изображён сидящим на лужайке у ног своей Матери. К его поясу подвешено нечто, напоминающее кожаный футляр или дорожную флягу паломника, однако значение этого предмета остаётся неясным. В каждой руке у него по плектру, которыми он играет на музыкальном инструменте. Это псалтериум — струнный щипковый инструмент, широко распространённый в Европе XIV—XV веков. В средневековом искусстве он наделялся богатой символикой: его форма соотносилась с телом распятого Христа, а три угла — со святой Троицей. Иногда старые мастера изображали самого Младенца Христа играющим на псалтериуме; в этом случае он символизировал божественную природу Спасителя, воплотившегося в облике человека. Игра на музыкальном инструменте может также метафорически указывать на происхождение Христа из Дома Давида (Давид, как известно, развлекал царя Саула игрой на арфе). Кроме того, в христианском понимании музыкальные инструменты, в особенности струнные, часто связывались с Царствием Небесным, символизируя высшую, духовную радость. Не имея возможности непосредственно выразить состояние райского блаженства, художник избрал для этой цели сцену музицирования как понятное современникам иносказание. Хотя фигурка Младенца невелика, тот факт, что она помещена художником в геометрический центр композиции и отчётливо выделяется своей белизной на тёмном фоне лужайки, заставил некоторых авторов видеть именно в Младенце главного персонажа картины. Так, теолог Йорг Цинк писал: «Диссонансы нашего мира претворяются в музыку не людьми. Небесная музыка рождается под пальцами Младенца, сидящего посреди Сада».
Что касается изображённых на картине святых, художник придал им мягкие и изящные, но лишённые индивидуальности черты. Обращает на себя внимание отсутствие нимбов: вместо этого головы некоторых из них венчают золотые короны, диадемы и венцы. Исследователи расходятся во мнениях относительно того, как следует истолковывать их наличие или отсутствие: одни полагают, что венцы на картине — отличительный признак святости; другие — что христианская иконография допускает изображения святых без нимба и что всех персонажей «Райского сада» следует считать таковыми. Вероятно, современники Верхнерейнского мастера легко могли узнать святых по их атрибутам или каким-то иным условным знакам, отсылающим к соответствующей легенде. Тем не менее современные исследователи идентифицируют персонажей «Райского сада» по-разному, ввиду условности и неоднозначности связанной с каждым из них символики и вероятных отступлений живописца от общепринятой иконографии.

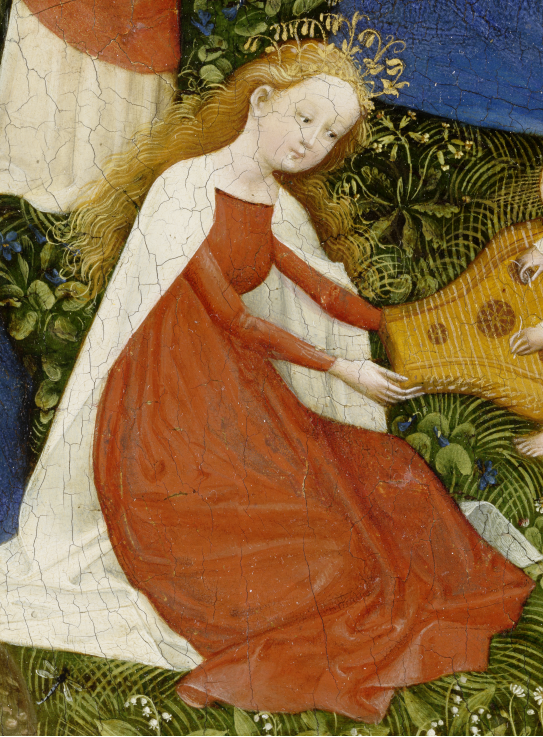
Святая Цецилия, Екатерина или Агнесса

Святая в красном платье, с причудливой золотой диадемой на голове, держащая псалтериум, на котором играет Младенец, — вероятно, Цецилия Римская, считающаяся покровительницей музыки. В исследованиях, посвящённых «Райскому саду», эта версия возникла первой и разделялась многими авторами (в их числе Гебхардт, Глазер, Белинг, Хеннебо и др.). Основывается она на присутствии музыкального инструмента как атрибута святой; Эвальд Феттер замечает, однако, что святую Цецилию начали изображать с музыкальными инструментами лишь в конце XV века. Тем не менее другие исследователи предполагают, что «Райский сад» может быть одним из наиболее ранних образцов соответствующей иконографии. Некоторые исследователи видят в сидящей рядом с Младенцем святой Екатерину Александрийскую: мистически обручённая с Иисусом Христом, она, по средневековым поверьям, была ближе к нему чем любая другая женщина за исключением Марии, что и объясняет её положение на картине. Кроме того, в пользу этой версии косвенным образом говорит идентификация двух других женских персонажей (см. далее) как Варвары Илиопольской и Дорофеи Кесарийской: все три входят в число так называемых virgines capitales (буквально «главных дев») — четырёх особо почитаемых мучениц раннехристианской церкви. Николь Шамбон замечает, что никто из исследователей не выдвигал версии, согласно которой персонаж может быть четвёртой из дев — Маргаритой Антиохийской. Вместе с тем эта святая, согласно агиографии, одержала, как и святой Георгий (см. далее), победу над Сатаной в образе дракона, что делает вполне возможным её присутствие на картине. Кроме того, у её ног растут единственные в «Райском саду» нивяники, по-немецки называемые Margerite. Наконец, согласно четвёртой гипотезе, это может быть Агнесса Римская: хотя музыкальные инструменты не входят в число традиционных атрибутов этой святой, на возможность подобной идентификации указывают иные признаки. Среди четырёх изображённых на картине женских персонажей у неё самые длинные, пышные, ниспадающие на плечи волосы, что соотносится с одним из ключевых моментов жития Агнессы: когда по приговору суда с юной святой сорвали одежды, её волосы чудесным образом отросли, прикрыв наготу. Кроме того, длинная белая накидка на плечах женской фигуры также соотносится с легендой, согласно которой ангел принёс пребывавшей в заточении Агнессе белое покрывало.

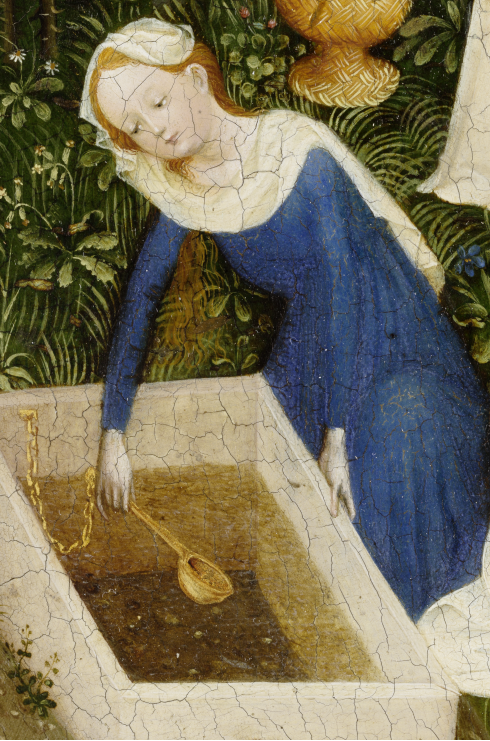
Святая Варвара

Слева, у небольшого колодца, стоит, склонившись на правое колено и держась рукой за край, святая в синих одеждах того же оттенка, что и плащ Девы Марии, с белым покрывалом на волосах. Некоторые исследователи предполагают в ней святую Марфу, однако большинство видят Варвару Илиопольскую. Хотя традиционные атрибуты Варвары — башня и чаша — на картине отсутствуют, её близость к колодцу может быть аллюзией на легенду, связанную с мощами святой: считалось, что во время засух они способны творить чудеса, возвращая воду в иссякшие реки. Земля вокруг колодца изображена голой и пересохшей, а святая держит в руках золотой ковш: вероятно, она собирается полить землю, чтобы вернуть ей утраченное плодородие. Вместе с тем, как известно, вода имеет богатую символику как в Ветхом, так и в Новом Завете; в числе прочего изображение святой у источника может быть аллюзией на евангельскую «воду живую»: «…кто будет пить воду, которую Я дам ему, тот не будет жаждать вовек; но вода, которую Я дам ему, сделается в нём источником воды, текущей в жизнь вечную» (Ин. 4:10—14). В таком случае женщина у колодца — евангельская самаритянка, к которой и обращены эти слова Христа.

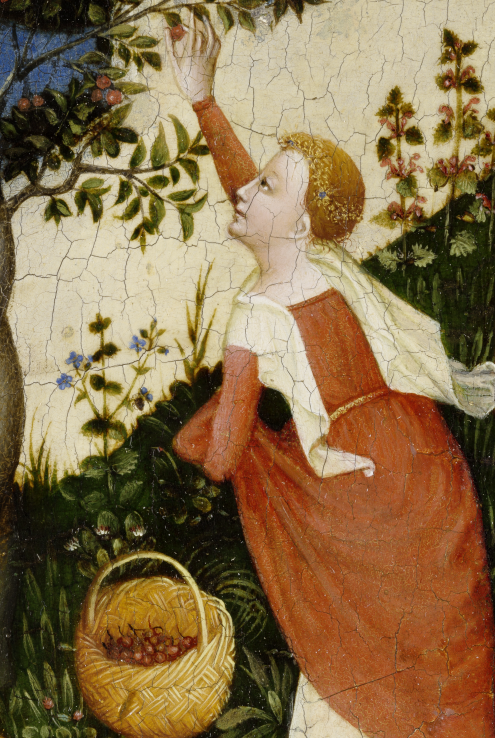
Святая Дорофея

За спиной святой Варвары находится женская фигура в красном платье с развевающейся белой накидкой на плечах и изящной золотой диадемой на голове. Единственная из четырёх женщин она изображена не в три четверти, а в профиль; её волосы кажутся короткими, потому что часть их (по всей видимости, перекинутая через плечо) не видна. Стоя под вишнёвым деревом, она тянется правой рукой за вишней на ветке, а левой придерживает подвёрнутый подол платья, в котором уже лежат несколько ягод. Большинство исследователей идентифицируют её как Дорофею Кесарийскую; эта версия считается общепринятой. По легенде, когда эту святую вели на казнь, некий учёный человек попросил её прислать ему цветов и яблок из сада её Небесного Жениха — и ангел в облике отрока, по молитве Дорофеи, принёс ей корзинку с тем и другим. Однако то, что в «Райском саду» святая сама собирает плоды в стоящую под деревом корзинку, легенде противоречит; кроме того, в корзинке должны были бы быть не вишни, а яблоки и розы. Возможно, последнее объясняется тем, что за яблоками, также присутствующими на картине, художник хотел оставить определённый круг ассоциаций, не смешивая его ни с каким иным; кроме того, известны и другие средневековые произведения, в которых святая Дорофея изображена именно с вишнями. По всей видимости, эти плоды также наделялись собственной символикой, означая небесное блаженство. Что касается роз, цветущий розовый куст растёт прямо под вишнёвым деревом; не исключено, что его расположение — дополнительный аргумент в пользу идентификации персонажа как святой Дорофеи.

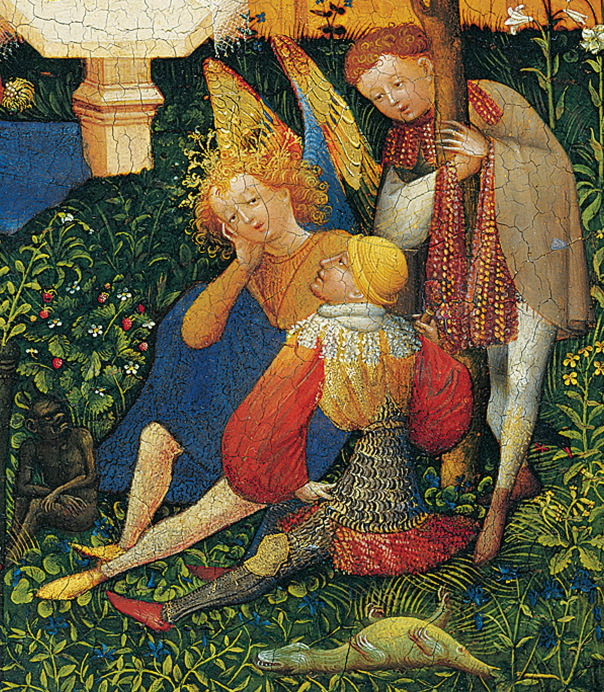
Архангел Михаил, святой Георгий и святой Освальд (?)

Среди изображённых в правой части картины мужских фигур с уверенностью могут быть идентифицированы лишь две. Так, сидящий под деревом ангел в причудливом золотом венце — несомненно архангел Михаил: эта идентификация, впервые предложенная в 1847 году Францем Куглером, с тех пор практически не ставилась под сомнение. В христианской традиции архангел Михаил считается победителем Дьявола, низвергшим его с небес; изображённое у его ног обезьяноподобное существо с рожками и есть, по всей видимости, Дьявол — маленький и безобидный, утративший в раю всю свою злую силу. Многим исследователям казалось невероятным присутствие Сатаны в Раю; Йорг Цинк отмечает, однако, что во времена Верхнерейнского мастера некоторые мистики придерживались взглядов, будто изгнание Сатаны не вечно и однажды он возвратится на небеса, заняв своё место среди «сынов Божьих». Несмотря на свой угрюмый вид, Дьявол явно прислушивается к словам Михаила; возможно, он уподобляется художником мёртвому дереву, которое в чудесном пространстве рая ожило и зазеленело. Что касается самого архангела, его облик, включая одежды, во многом схож с внешностью двух других мужских персонажей; о его ангельской природе свидетельствуют лишь многоцветные крылья за спиной. Он сидит, склонив голову на руку, его губы слегка приоткрыты, и среди всех персонажей он единственный, чей взгляд направлен на зрителя, за пределы картинного пространства. Многие исследователи отмечали женственность или детскость его черт и задумчивость, почти меланхоличность, неожиданные у столь неземного, сверхъестественного существа. Не имея при себе никакого оружия, он побеждает Сатану одним лишь словом Божественной Истины.

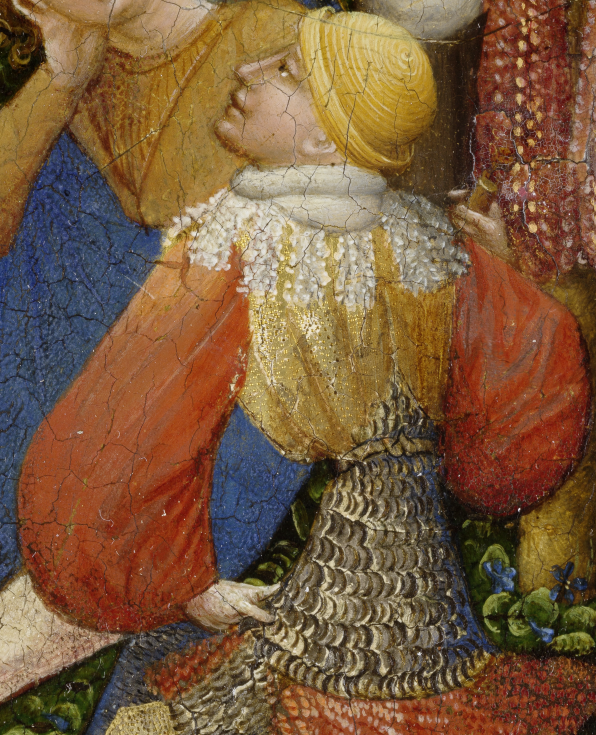
Святой Георгий

Сидящий рядом с Михаилом персонаж в серебряной кольчуге и серебряных ножных латах с золотыми наколенниками своим обликом разительно отличается от остальных обитателей райского сада. Густав Фридрих Хартлауб следующим образом отозвался о нём и о третьей фигуре в группе: «Двое из этой троицы словно бы вообще не принадлежат к обществу святых: рыцарь в модном охотничьем костюме с красными рукавами и одетый со скромной элегантностью юноша позади него». Исключительная тонкость его талии, подчёркнутая туго стянутым золотым поясом, контрастирует с пышностью рукавов, особенно заметной благодаря положению рук рыцаря (левой он опирается на бедро, правой — на вертикально стоящий посох); хотя на рыцаре надета кольчуга, верхняя часть его костюма, белая с золотом, больше напоминает камзол, чем латы. На голове у него своеобразный головной убор жёлтого цвета: судя по всему, круглая соломенная шляпа с кантом. Ввиду всех этих особенностей отдельные исследователи предполагали, что в этом персонаже художник действительно мог изобразить некоего неизвестного рыцаря, причём Густав Хартлауб видел в загадочном воине центрального персонажа картины. По его мнению, всё изображённое на картине — видение рыцаря, сон или мечта о том, как архангел Михаил, проводник душ и покровитель рыцарства, ввёл в Рай его самого и его верного оруженосца: «…его несколько неотёсанная поза и пристальный взгляд говорят о том, что перед нами отнюдь не святой, для которого экстазы — дело привычное». По мнению Хартлауба, с этой интерпретацией согласуются и подчёркнутая отобщённость мужских персонажей от женских, и странная задумчивость архангела, и поза стоящего у дерева юноши, который не видит того, что созерцает рыцарь, однако готов преданно ему внимать.

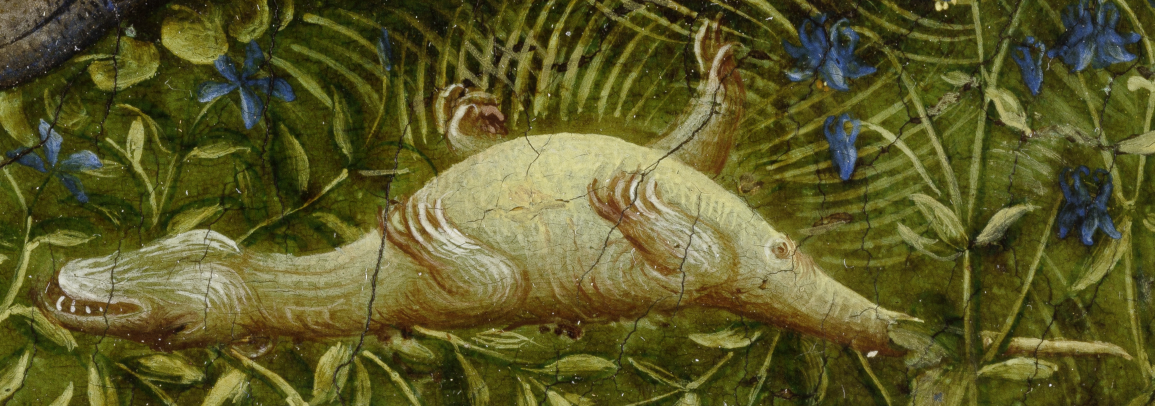
Убитый дракон

Тем не менее большинство исследователей единодушны в том, что этот персонаж — святой Георгий Победоносец, о чём говорит лежащий рядом с ним мёртвый дракон. В общественном сознании настолько закрепился образ святого Георгия именно как победителя дракона, что, по мнению практически всех авторов, писавших о «Райском саде», этот атрибут просто не может указывать ни на кого иного. Хартлауб, однако, полагал, что и Дьявол, и дракон — лишь разные воплощения Зла, побеждённого архангелом Михаилом (часто его изображают сражающимся именно с драконом), и что обоих следует ассоциировать с фигурой последнего. Другие исследователи, в частности, Густав Мюнцель, возражали на это, что иконографически Михаила не могут изображать с двумя разными атрибутами, имеющими одинаковую символику, и что фигуру Дьявола следует понимать как воплощение Зла сверхъестественного, над которым одержал победу архангел Михаил, тогда как дракон есть символ зла земного, побеждённого воином Георгием. В традиционной иконографии дракон, с которым сражался Георгий, изображается могущественным и страшным, однако здесь он низведён до образа «гадкой дохлой ящерицы» (по словам А. Н. Бенуа), лежащей на спине кверху лапками: в раю нет места злому началу. Что касается самого святого Георгия, весь его облик, как отмечалось выше, гораздо больше напоминает воина, рыцаря, или даже охотника, чем святого. Вместе с тем Георгий Победоносец, как и архангел Михаил, не вооружён: в правой руке он держит не копьё, а что-то вроде деревянного посоха (едва различимого). Его взгляд устремлён в направлении Девы Марии: изображённый в профиль, спиной к зрителю, он словно бы направляет внимание последнего к предмету своего созерцания.

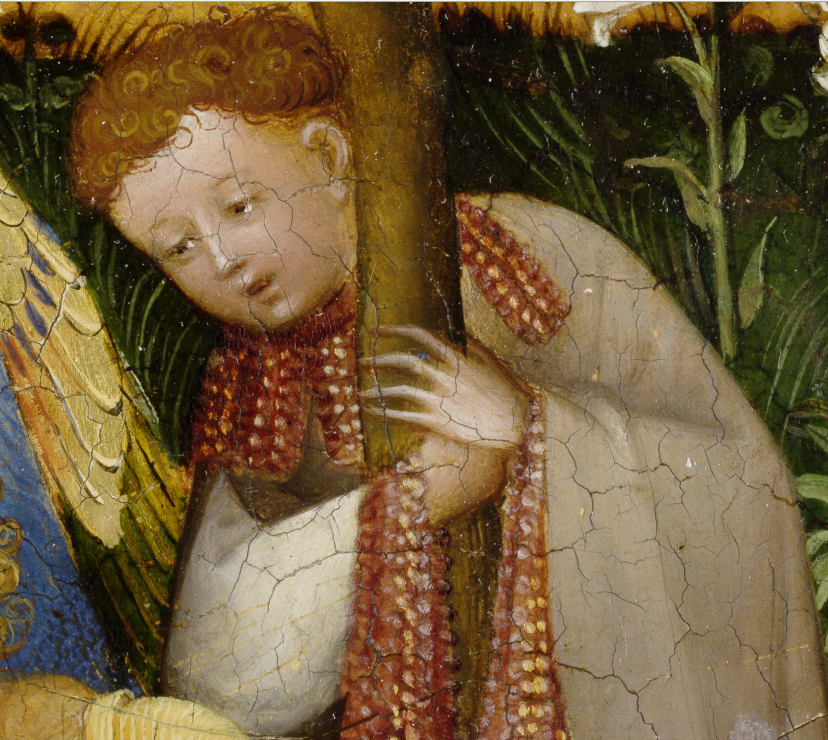
Святой Освальд (?)

Наибольшие сложности вызывает идентификация третьего персонажа — молодого человека, стоящего у дерева за спинами святых воинов и также имеющего в своём облике рыцарские черты. У его ног виднеется чёрная птица — возможно, это ворон, один из традиционных атрибутов святого Освальда. Согласно легенде, после гибели Освальда его правую руку схватил ворон и унёс на стоявший рядом сухой ясень, который от прикосновения реликвии зазеленел; потом птица уронила нетленную руку на землю и в этом месте забил целебный источник. Эту гипотезу, подробно аргументируемую Эвальдом Феттером, подвергают критике Бринкман и Кемпердик: во-первых, у ворона чёрный клюв, а Верхнерейнский мастер весьма точен в таких деталях; во-вторых, святой Освальд был королём и редко изображался без короны — поэтому вдвойне странно, что в «Райском саду», где почти все персонажи увенчаны коронами, именно короля художник изобразил без неё. Возможно, однако, и совершенно иное объяснение соседства этого персонажа с чёрной птицей: она может быть символом смерти. В этом случае можно предположить, что картина была написана в память о некоем умершем юноше. В пользу этой гипотезы говорит и то, что молодой человек, стоя у дерева, так обхватил руками ствол, что кажется, будто он растёт прямо из его сердца; дерево же, как известно, — традиционный символ вечной жизни. Кроме того, рядом с ним растёт белая лилия: это растение, символ смерти и воскресения, часто сажалось на могилах. Взгляд юноши устремлён на святого Георгия: возможно, это его святой покровитель, ставший для него проводником в Царство Небесное. Некоторые исследователи видят в нём простого оруженосца, сопутствующего рыцарю, однако Густав Мюнцель замечает, что для этого его облик — и одежда, и стать — слишком благороден. В числе других вариантов идентификации, выдвигавшихся разными авторами, — святой Себастьян, святой Бавон и святой Лаврентий Римский.
Позы и мимика мужских персонажей не позволяют однозначно судить об их занятии. Возможно, они ведут меж собой беседу, или предаются созерцанию, или, как представлялось, в частности, Альфреду Лихтварку и ряду других исследователей, — поют. Йорг Цинк видел в этих трёх фигурах воплощение трёх главных типов христианина в представлении современников Верхнерейнского мастера, — мыслителя, воина и мученика.

### Растения
Как уже отмечалось, произрастающие в райском саду растения изображены с исключительным жизнеподобием: почти все их можно опознать по цветам, листьям и плодам. Исследователями идентифицируется около двадцати видов (разные авторы приводят цифры от 18 до 25; некоторые растения изображены неоднократно), распространённых в Центральной и Южной Европе. В их числе растения садовые и дикие; плодовые, лекарственные и декоративные; в естественных условиях они цветут и плодоносят в разное время, однако в чудесном пространстве рая присутствуют все одновременно. Каждое растение имело собственную символику; большинство тем или иным образом связывалось с Богоматерью, являясь аллегорическим представлением Её страданий и Её добродетелей, но в то же время многие из них связаны и с Христом, с символикой воплощения, Страстей, искупления и Воскресения. По всей видимости, символика растений объединяется у Верхнерейнского мастера с символикой чисел: многие растения объединены в группы по три или имеют тройные листья (мотив Троицы); другие — по четыре (мотив Креста); третьи — по пять (число ран Христовых), и т. п. Расположение большинства растений по отношению друг к другу и изображённым персонажам также неслучайно и создаёт дополнительные смысловые переклички. Так, Вернер Лёкле (нем. Werner Loeckle), автор монографии о картине, рассматривавший «Райский сад» в свете современной антропософии и отмечавший насыщенность его композиции подобными смыслообразующими сопоставлениями, указывает, что роза у левого края картины, штокроза у правого, пион (называемый по-немецки Pfingstrose) по центру нижнего края и вверху над ним фигура Девы Марии — «розы всех роз» — образуют своего рода крест, центром которого является Младенец Христос. Многократно повторяющийся мотив тщательно прорисованных золотисто-зелёных травинок, густо покрывающих лужайку, перекликается с золотыми струнами псалтериума и лучиками нимба над головой Младенца: они словно бы незаметно переходят друг в друга.

#### Деревья
С четырёх сторон пространство сада обрамляют деревья, три из которых растут в райских пределах и одно — снаружи, за стеной. В отличие от цветущих растений, деревья изображены без ботанической достоверности, позволяющей однозначно определить их вид; возможно, это говорит об их преимущественно символическом значении как упоминаемых в Библии деревьев жизни и познания добра и зла.

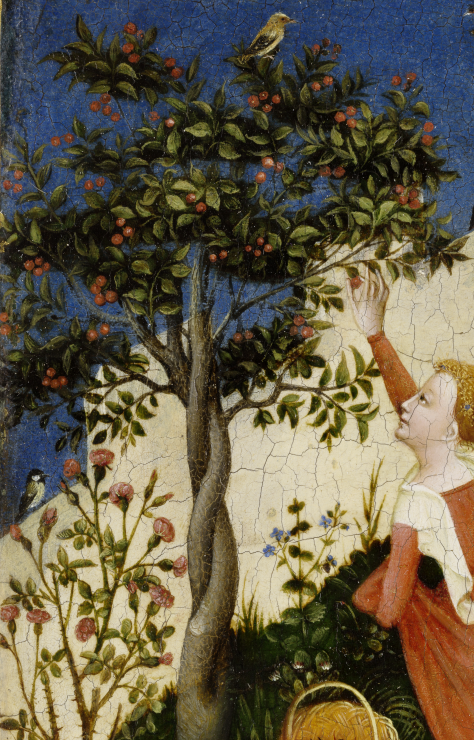
1

1) Дерево слева, усеянное красными плодами, обычно определяют как вишню, хотя некоторые исследователи, соотносясь с легендой о святой Дорофее видят в нём яблоню, а иные — апельсин. Большинство авторов сходятся в том, что это дерево, столь изобильно плодоносящее, — библейское Дерево жизни, растущее, согласно Книге Бытия, «посреди рая» (Быт. 2:9). Внимание обращает на себя необычный двойной ствол дерева, вероятно, также наделённый неким скрытым значением. В числе выдвигавшихся исследователями гипотез — символическое представление дихотомии Добра и Зла, аллюзия на двойственную (божественную и человеческую) природу Христа и своеобразная отсылка к библейскому сюжету о Змее-искусителе (форма ствола напоминает обвившегося вокруг дерева змея). Лёкле видел в нём плодородное жизнетворное единство мужского и женского начал.

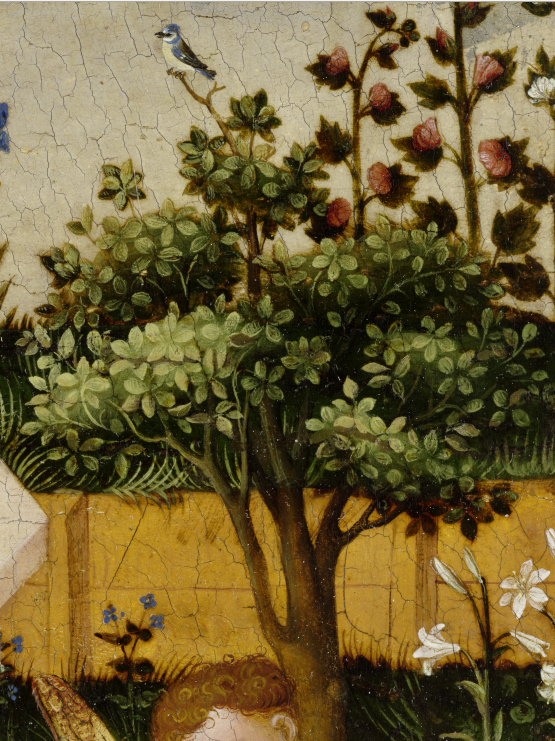
2

2) У противоположного края картины изображено дерево иного вида: пышно зеленеющее (не считая единственной сухой ветви), однако лишённое плодов. Если считать вишню Деревом жизни, тогда это трудноопределимое дерево должно соответствовать второму из деревьев, упомянутых в Книге Бытия, — Дереву познания, и большинство авторов именно так его и идентифицируют. Вместе с тем Дерево познания непременно должно иметь плоды — те, от которых вкусили Адам и Ева, что привело их к грехопадению, — и в традиционной иконографии всегда изображается именно как плодовое дерево, чаще всего яблоня. Поэтому некоторые авторы полагают, что Деревом познания должна быть, наоборот, вишня; высказывались также интерпретации, согласно которым двойной ствол вишни означает символическое единство обоих райских древ. Современные исследователи, в частности Бодо Бринкман и Штефан Кемпердик, считают, что если эти два дерева и соотносятся с деревьями ветхозаветного Эдема, едва ли возможно однозначно определить, которое соответствует которому. Что касается сухой ветви, возможно, это аллюзия на легенду о святом Освальде; разные исследователи видят в ней также символ страдания и смерти либо, наоборот, возрождения и обновления — в зависимости от того, считают ли они, что художник изобразил зелёное дерево, начинающее сохнуть, или сухое, которое зазеленело и ожило.

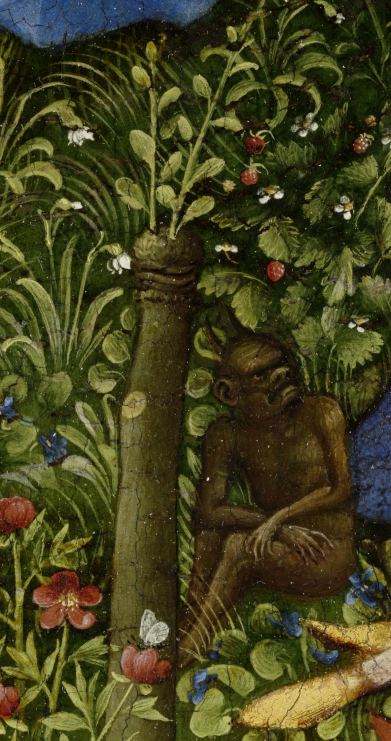
3

3) На переднем плане в центре картины изображён мёртвый обрубок ствола с двумя живыми побегами, также, несомненно, имеющий аллегорическое значение. По всей видимости, он символизировал греховность (не случайно именно рядом с этим обрубком расположился Дьявол) и, одновременно, возможность спасения и новой, безгрешной жизни. Неоднократно предполагалось, что этот образ может быть своеобразным отголоском иконографии Древа Иессеева и что зелёные ветви, порождённые сухим древом, — Богоматерь и Христос, рождённые человечеством, но не знающие греха. Густав Хартлауб видел в нём аллегорию воскресения, победы жизни над смертью. Некоторые авторы, в том числе Эвальд Феттер, предполагали, что зелёные ветви — это не молодые побеги старого ствола, а привитые на него ветви: подобно тому как на корнях одного растения взрастает привой другого, вера, привитая человеку, способствует его духовному перерождению. Феттер отмечал, что этому дереву отведено в композиции особое место: по его мнению, засохший ствол и растущий рядом с ним куст пиона — та отправная точка, с которой взгляд зрителя открывает осмотр картины: начав свой путь по вытянутой ноге ангела, он восходит по группе мужских персонажей, затем переходит к столику, и далее, следуя за чередованием женских фигур, замыкает овал, возвращаясь к началу движения.

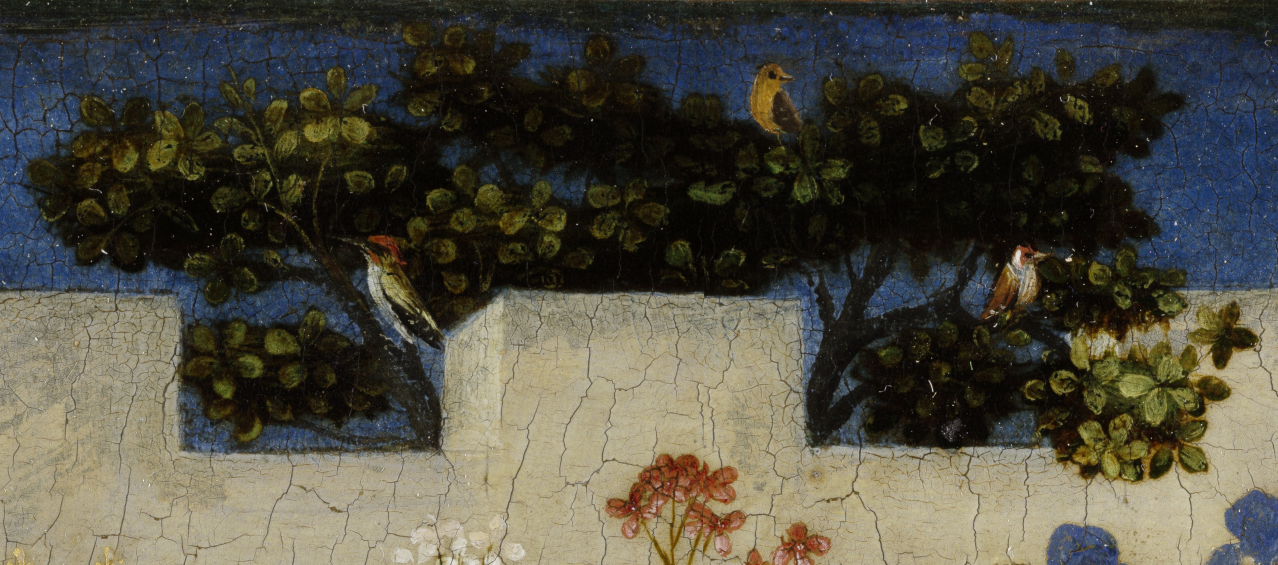
4

4) Дереву, растущему за пределами райского сада, исследователями уделялось меньше внимания. Бо́льшая его часть скрыта стеной; видна лишь часть кроны на фоне неба, однако именно это дерево — единственный элемент пейзажа, принадлежащий к пространству за пределами сада и указывающий на то, что в этом пространстве есть что-то помимо бескрайней синевы. Обращает на себя внимание и то, что одна ветка этого дерева, пересекая стену, простирается в сад и на ней сидит птица, — что говорит о преодолимости границы между внешним и внутренним пространством. Вероятно, символике этой «пограничной» ветви также придавалось особое значение, поскольку расположена она почти на центральной оси картины (и почти на одной линии с сухим обрубком ствола).

#### Цветы и травы
Изображённые на картине растения неоднократно описывались и идентифицировались разными авторами, в числе которых Лоттлиза Белинг, Дитер Хеннебо, Элизабет Вольфхардт, Эстер Гальвиц и др. Хотя большинство из них легко определимы, некоторые объединяют в себе признаки разных видов: подобные «химеры» часто встречаются в средневековом искусстве. Кроме того, поскольку современное понятие рода не существовало, под одним названием могли объединяться разные внешне схожие растения, которым приписывались общие свойства и символика. Французская исследовательница Николь Шамбон (фр. Nicole Chambon) в своей работе, посвящённой цветам и птицам «Райского сада», подробно рассматривает каждое из присутствующих на картине растений, особое внимание уделяя тем из них, которые изображены цветущими. В их числе (в порядке рассмотрения слева направо):

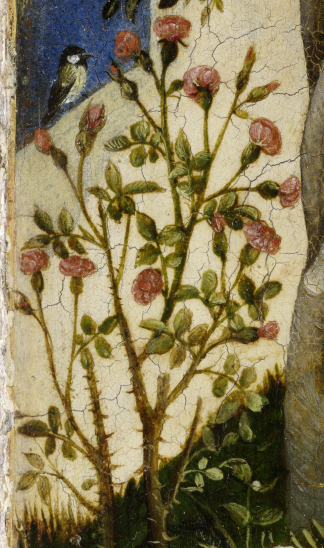
1

1) роза (предположительно Rosa gallica). Покрытый цветами розовый куст изображён в левой части картины, слева от вишнёвого дерева. Роза — один из традиционных символов Девы Марии (нередко именуемой «небесной розой», «таинственной розой» и т. п.); существует даже особый иконографический тип, условно называемый «Мадонна в розах» (нем. Madonna im Rosenhag), к которому отчасти близок и «Райский сад». Примечательно, что на картине Верхнерейнского мастера розовый куст густо покрыт шипами, однако ветви, на которых растут цветы, шипов лишены. Этот образ следует понимать как аллюзию на безгрешность Марии, порождённой грешным человечеством. Роза как символ Мадонны может быть белой или красной — так, на другой приписываемой Верхнерейнскому мастеру картине, «Золотурнской мадонне», за спиной Богоматери цветут розы обоих цветов, — однако в «Райском саду» единственный куст роз имеет красные цветки. Красная роза — символ мученичества; красные розы напоминают о ранах распятого Христа и о крови, пролитой Им во искупление человечества, а шипы делают их своего рода аллюзией на терновый венец.

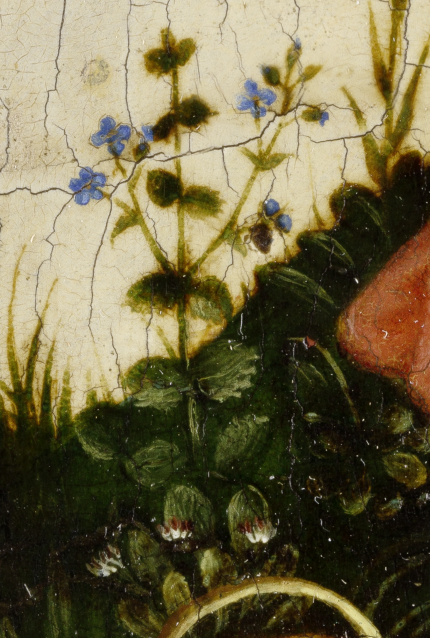
2

2) вероника (предположительно Veronica officinalis или Veronica chamaedrys). На картине присутствуют три изображения вероники: одно справа от вишни, прямо над корзиной, и ещё две у цветочной клумбы за спиной ангела (одна полускрыта ниспадающей со стола дорожкой). Это небольшое растение с цветками «небесного» цвета ассоциировалось, в числе прочего, со Страстями Христовыми и спасением, обретаемым через Христа. Его можно видеть на картинах многих художников — современников Верхнерейнского мастера, в том числе на изображениях Девы Марии. В «Райском саду» есть несколько изображений вероники (возможно, разных видов — см. № 3); вероятно, таким образом иносказательно прославлялись скромность и смирение. Кроме того, веронике приписывались исключительные целебные свойства и способность служить защитой от зла; возможно, именно поэтому кончики крыльев архангела Михаила указывают на веточки вероники.

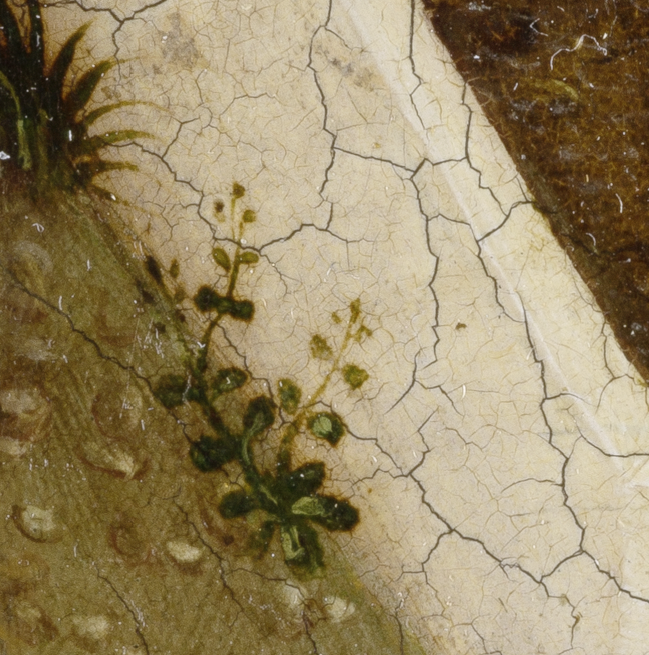
3

3) вероника (предположительно Veronica beccabunga). Три небольших трудноопределимых растеньица растут у колодца: одно слева и два у переднего торца. Их цветки выглядят не столько голубыми, сколько бурыми, однако другие признаки — форма листьев, произрастание близ воды и пр. — указывают на влаголюбивую веронику ключевую. Кроме того, веронику лекарственную художник изобразил трижды — и это растение также изображено троекратно.

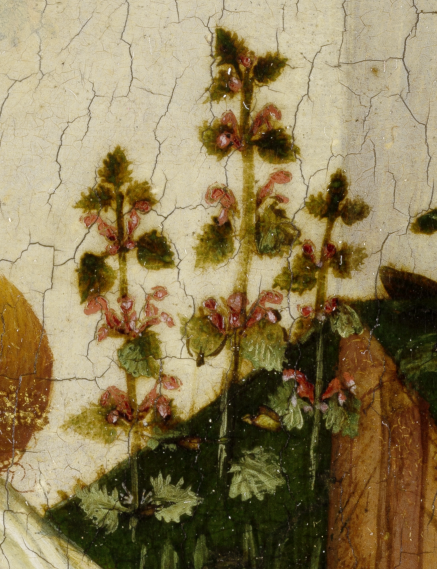
4

4) шалфей (предположительно Salvia sclarea) или яснотка (Lamium purpureum). Между стеной и цветочной клумбой в левой части картины изображено растение с розовыми цветками и зубчатыми листьями, в котором одни исследователи видят шалфей, другие — яснотку. Оно похоже одновременно на оба: форма цветков имеет черты как одного, так и другого вида, в то время как расположение листьев на верхушке стеблей не соответствует ни одному из них. С шалфеем связаны многочисленные легенды; согласно одной из них, это растение укрыло своими листьями Святое Семейство во время их бегства, за что Мария благословила шалфей и наделила его целебными свойствами. Яснотка же, внешне похожая на крапиву, но лишённая её жгучести, ассоциировалась с милосердием.

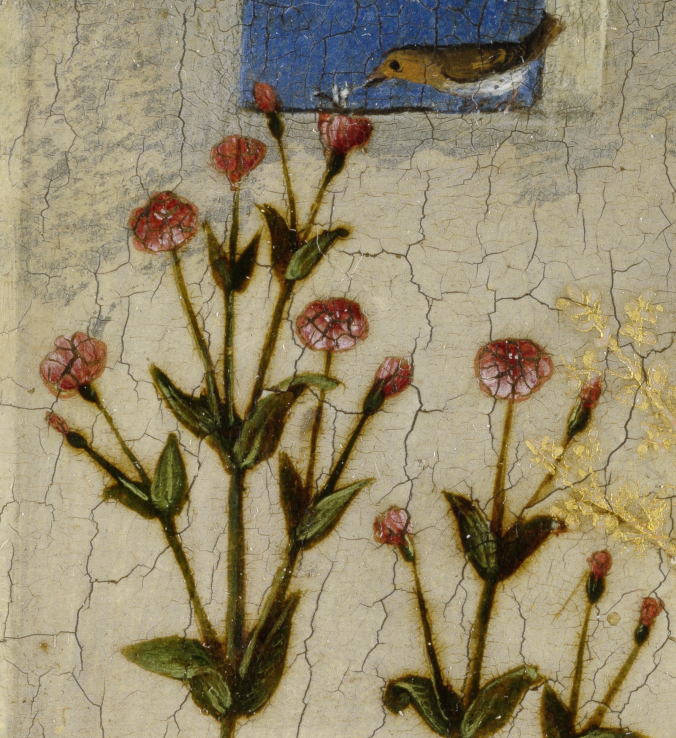
5

5) горицвет (Lychnis coronaria). Три горицвета растут в дальней части сада, на цветочной клумбе у стены. Во времена Верхнерейнского мастера это растение из семейства Гвоздичных считалось видом гвоздики и отчасти сближалось с ней по символике (связанной одновременно с Марией и Иисусом Христом). Тем не менее характерная форма цветков заставляет видеть в этом растении именно горицвет, несмотря на отсутствие характерного опушения листьев. Известный под народными названиями Marienröslein («маленькая роза Марии») и Himmelrösslin («небесная розочка»), он вместе с тремя другими «розами» образует фигуру креста.

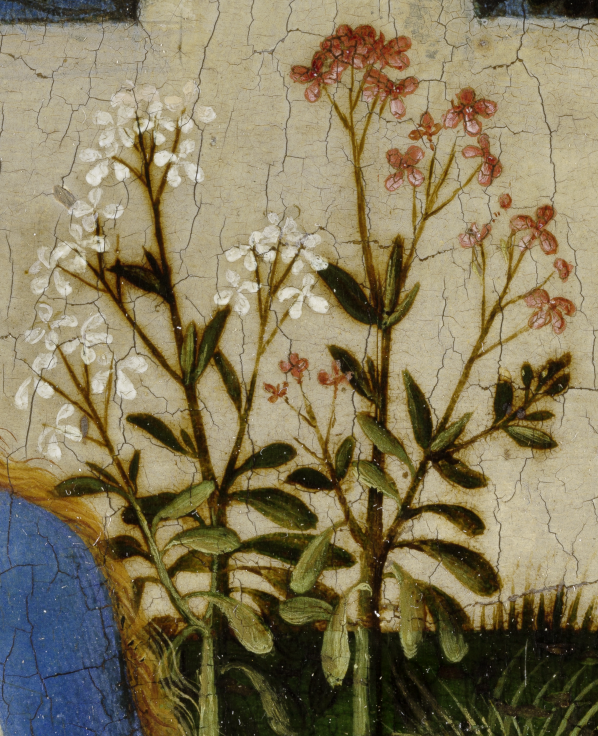
6

6) дрёма / смолёвка (Sylene latifolia / Sylene dioica), или вечерница (Hesperis matronalis), или левкой (Matthiola incana). Два довольно крупных растения, одно с розовыми цветками, другое с белыми, растут за спиной читающей Девы Марии. Схожесть их облика заставляет предположить, что это растения одного вида с разной окраской цветов, однако разные авторы идентифицируют их по-разному. Растение с розовыми цветками большинство считают левкоем или ночной фиалкой; белоцветковое может быть также левкоем или дрёмой. Четыре лепестка, скорее всего, указывают на принадлежность к семейству Крестоцветных; Николь Шамбон, подробно рассматривая в своей работы все варианты идентификации и символику каждого из них, отмечает, что все крестоцветные наделялись символикой Креста.

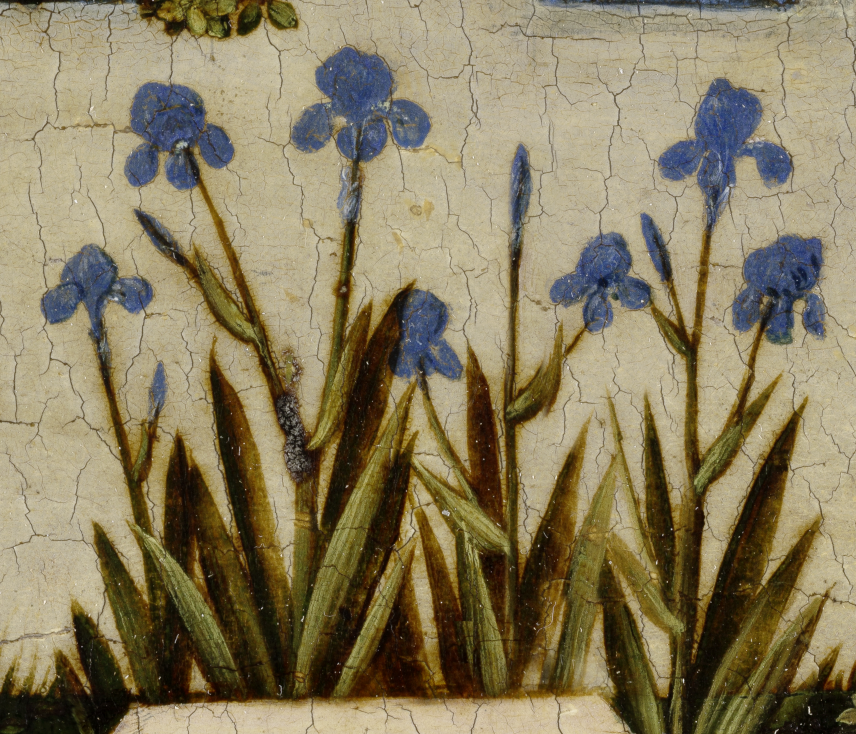
7

7) ирис (Iris germanica). Весьма реалистично изображённые и несомненно узнаваемые ирисы растут у подножия стены, прямо за каменным столиком. Некоторые исследователи считают, что «Райский сад» — первая картина, где эти цветы представлены естественно растущими. В античности ирис ассоциировался с посланницей богов Иридой (откуда название); в Средние же века стал одним из постоянных символов Богоматери. Острые мечевидные листья ириса ассоциировались с незримым оружием, пронзившим душу Марии при распятии Христа; однако эти же листья-мечи могут служить защитой от зла.

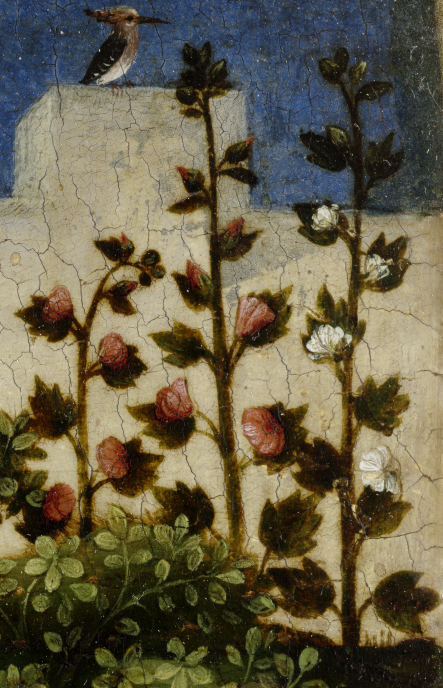
8

8) штокроза (Althaea rosea). В правой верхней части картины изображены три высоких растения из семейства Мальвовых: два с розовыми цветками и одно с белыми. Большинство авторов видят в них штокрозы, некоторые — мальвы. Как и остальные растения, они сочетают в своём облике реалистичность с условностью и стилизацией. Весьма популярная в садах и широко культивируемая, штокроза обладала богатой и разнообразной символикой. В числе прочего растения разных цветов могли означать, что Мария одновременно является Матерью и Девой.

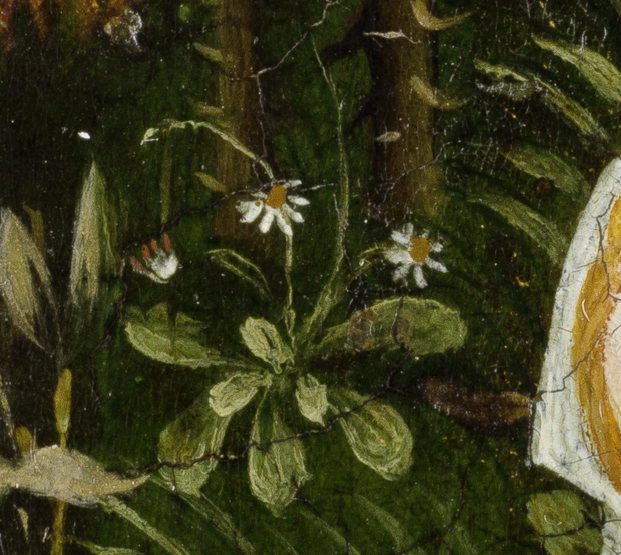
9

9) маргаритка (Bellis perennis). Маргаритки изображены на картине трижды: под вишней (близ розового куста и возле ручки корзины) и у ног Младенца Христа. Та, что растёт близ корзины, распустилась не до конца, но легко узнаваема по характерным розовым кончикам белых лепестков. В Средние века этот цветок пользовался большой популярностью: из него плели венки; употребляли в пищу; часто изображали на полях иллюминированных рукописей. Маргаритка традиционно ассоциируется со скромностью и невинностью, а также (как «солнечный» цветок: маргаритка считалась символом Солнца) — с Воскресением. Три группы по три цветка, вероятно, соотносятся с многократно и разнообразно повторяемым мотивом Троицы.

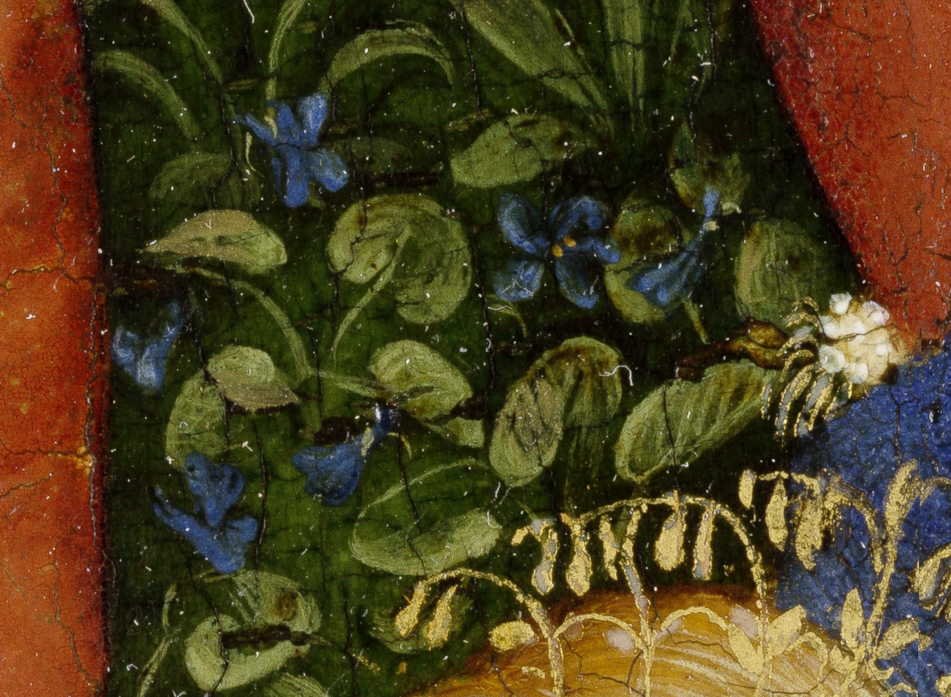
10

10) фиалка (Viola odorata). Фиалки на картине рассеяны в траве: по большей части в непосредственной близости от Марии, Младенца Христа и святых жён, однако в правой части картины они тоже есть. Такое изобилие фиалок, по сравнению со всеми прочими цветами, даже заставило некоторых исследователей видеть в этом цветке зашифрованную подпись автора и предполагать в последнем франкфуртского художника XV века Зебальда Фиоля, чья фамилия созвучна немецкому слову «фиалка» (Viole). Фиалка, как и маргаритка, традиционно ассоциируется со скромностью, однако считается также цветком любви. В христианской символике она соотносится одновременно с Марией как воплощением скромности и с Иисусом Христом как примером наивысшего смирения.

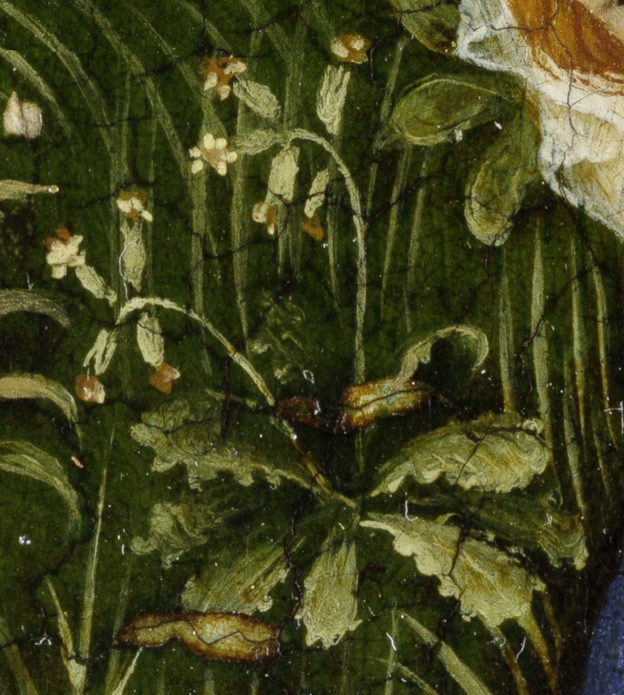
11

11) первоцвет (Primula veris). Всего на картине изображено пять этих растений, как в правой, так и в левой части: над верхним краем колодца, у кромки плаща Марии и т. п. Первоцветы, как и фиалки, наделяются сложной символикой, связанной одновременно с Девой Марией и Христом. Провозвестники весны, они также традиционно ассоциируются — благодаря форме соцветий, напоминающей связку ключей, — с ключами апостола Петра, то есть ключами от рая; неудивительно поэтому, что первоцветы в таком количестве присутствуют на изображающей райский сад картине. Николь Шамбон отмечает также, что общее количество цветков примулы — тридцать три; возможно, это число не случайно в контексте картины, центром которой является Младенец Христос.

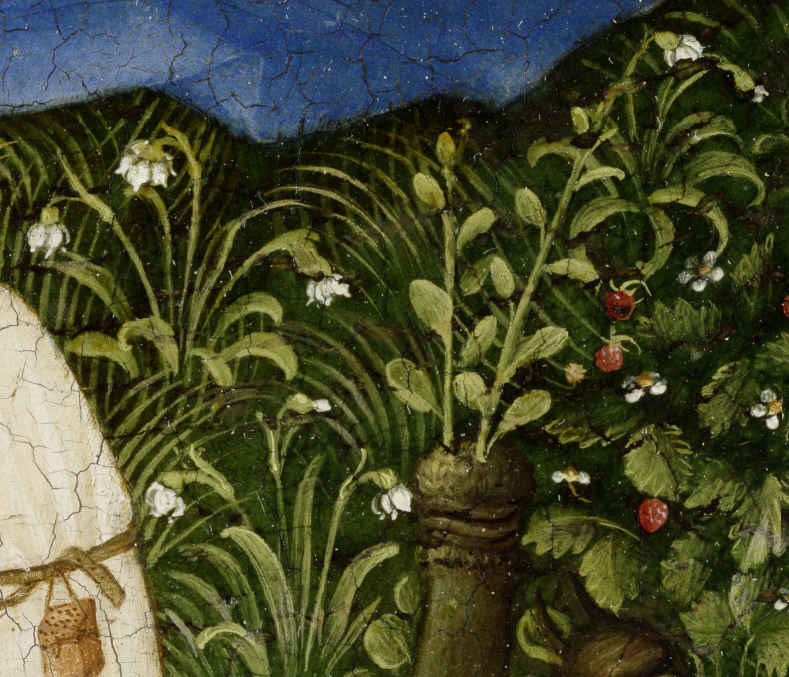
12

12) подснежник или белоцветник (Galanthus nivalis / Leucojum vernum). Три этих растения изображены в центре картины: два за спиной Младенца, ещё одно — за обрубком древесного ствола, полускрытое одной из его зелёных ветвей. Подснежники и белоцветники, в обыденном представлении не разделяемые, символизируют не только приход весны, но и, благодаря своей способности пробиваться сквозь снег, стойкость и надежду. В «Райском саду» они, по словам Эстер Гальвиц, «…словно бы укрывают спину музицирующего Младенца Христа охранительным щитом». Кроме того, эти изящные и скромные белые цветы входят в число растений, традиционно сопутствующих изображениям Девы Марии; в «Райском саду» они также цветут у Её ног.

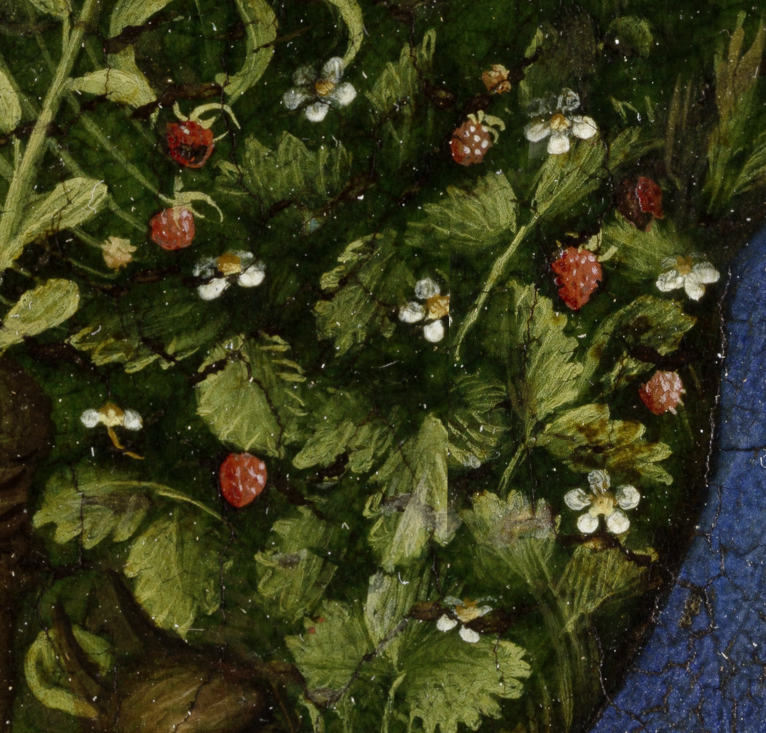
13

13) земляника (Fragaria vesca). Единственный кустик земляники, с цветами и ягодами, растёт за спиной Дьявола, правее центральной оси картины. Благодаря своей способности одновременно цвести и приносить плоды земляника ассоциировалась с Марией, одновременно являющейся Девой и Матерью. Не случайно мастер изобразил одинаковое количество цветков и ягод: по восемь тех и других. Кроме того, земляника, наряду с фиалками и маргаритками, — символ смирения и скромности, а её тройчатые листья напоминают о Троице. Цветущая и плодоносящая земляника часто сопутствует изображениям Богоматери, как в живописи, так и в книжной миниатюре; в изобилии присутствует она и на другой картине Верхнерейнского мастера — «Золотурнской мадонне» (известной также как «Мадонна на земляничной грядке»).

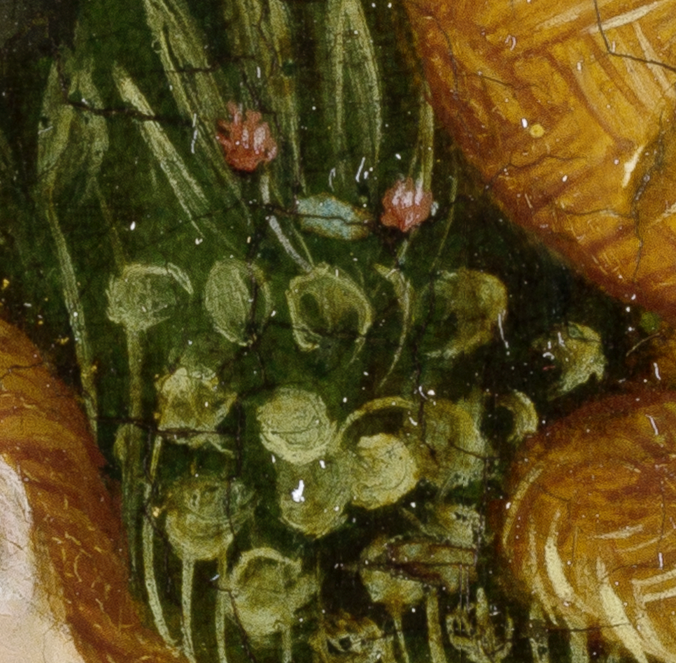
14

14) клевер (предположительно Trifolium fragiferum). Единственное растеньице клевера на картине — между корзиной и стволом вишни — едва заметно. Николь Шамбон замечает в этой связи, что в средневековом искусстве клевер и земляника зачастую изображаются настолько стилизованно, что их бывает трудно различить: оба растения имеют тройчатые листья, а соцветия клевера цветом и формой напоминают ягоды земляники. Судя по форме и насыщенной окраске цветков, можно предположить, что вид, изображённый Верхнерейнским мастером, — это клевер земляничный с его округлыми, розовыми или красными соцветиями, напоминающими ягоды земляники. Клевер-трилистник традиционно является символом святой Троицы и в этом качестве часто присутствует в христианском искусстве.

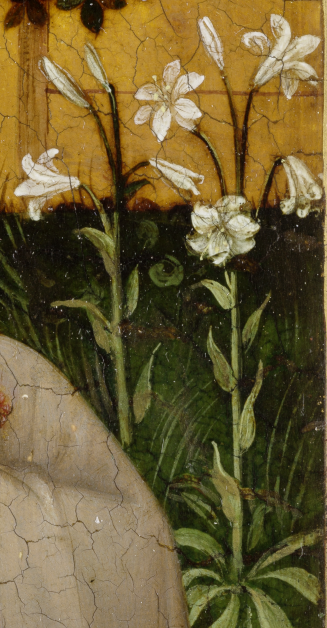
15

15) лилия (Lilium candidum). Две белые лилии изображены у правого края картины, за спиной стоящего у дерева персонажа. С древнейших времён считающаяся одним из прекраснейших цветов, лилия — один из наиболее устоявшихся и общепринятых атрибутов Богоматери. Белоснежные лилии символизируют чистоту и непорочность Девы Марии; красота, изящество и аромат этих цветов делают их, вкупе с розами, достойным символом Совершеннейшей из совершенных. В то же время лилия может быть атрибутом Христа в сценах Распятия и Воскресения. Что касается «Райского сада», исследователи не раз задавались вопросом, почему «благородные» роза и лилия растут не на клумбе вместе с другими садовыми цветами, как того следовало бы ожидать, а вдали от неё. Возможно, их следует воспринимать как атрибуты тех персонажей, рядом с которыми они расположены: роза в таком случае ассоциирована с собирательницей вишен, а лилия — со стоящим у дерева юношей. Элизабет Вольфхардт полагает, что лилия «Райского сада» воплощает ещё один аспект символики этого растения, связанный со смертью и воскресением. Белые лилии было принято сажать на могилах; возможно, соседство этого цветка с тем персонажем, в котором наиболее трудно опознать кого-либо из святых, подтверждает гипотезу о том, что картина написана в память о некоем умершем юноше. Вместе с тем Йорг Цинк, считающий этого персонажа святым Лаврентием, видит в лилии символ его мученичества. Николь Шамбон полагает, что в розе и лилии следует видеть атрибуты Богоматери и Христа: оба цветка расположены так, что вместе с образами Матери и Сына образуют крестообразную фигуру.

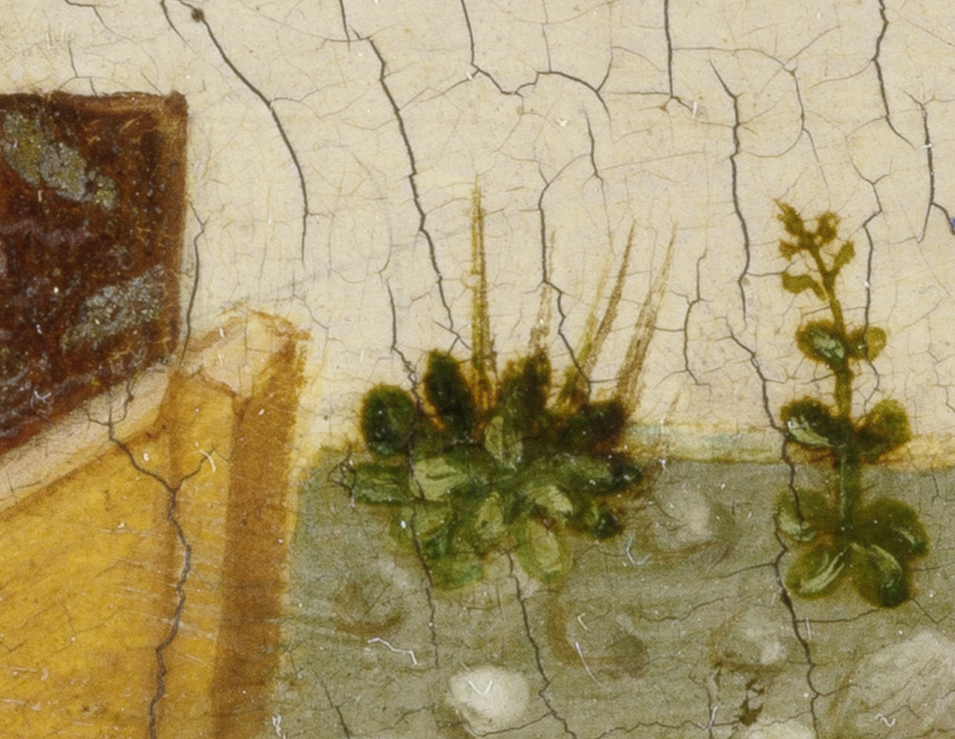
16

16) подорожник (Plantago major). Кустик подорожника растёт у ближайшего к нам края колодца; можно предположить, что растение с узкими листьями у левого его края — тоже подорожник, но другого вида (Plantago lanceolata). Лекарственное растение, подорожник мог символически означать противление злому началу; кроме того, он входит в число растений, традиционно изображаемых рядом с Девой Марией. В «Райском саду» оба подорожника представляют собой одиночные растения, однако обычно подорожник легко разрастается и распространяется, что придало этому растению дополнительную символику: оно стало ассоциироваться с христианской верой.

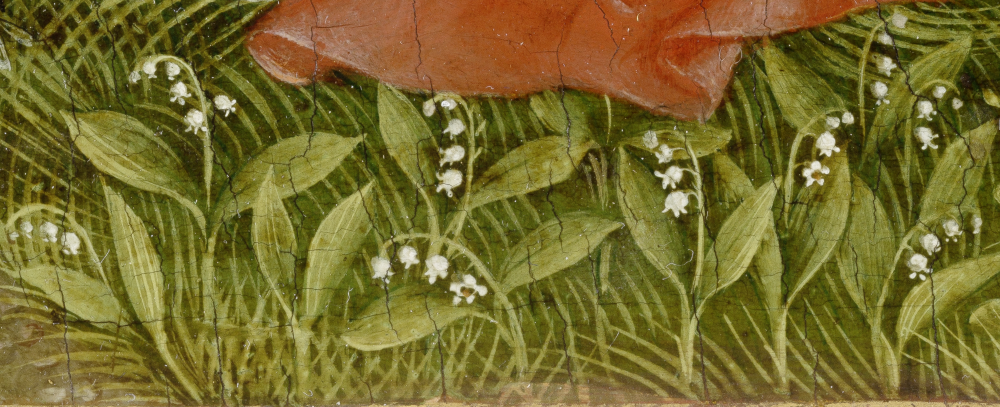
17

17) ландыш (Convallaria majalis). Десять растений ландыша (одно нецветущее) расположены у нижнего края картины. Символ скромности, чистоты и целомудрия, этот цветок часто ассоциируется с Марией как «Рабой Господней». Дополнительную ассоциативную связь с Ней ему придают его целебные свойства: Элизабет Вольфхардт отмечает, что ландыш, как и другие лекарственные растения, символически уподобляется Богоматери как целительнице недугов и, возможно, именно поэтому изображён на картине в первом ряду — вместе с пионом и водосбором, наделявшимися схожими свойствами. Наряду с этим ландыш — символ чистой любви, в том числе христианской любви к Господу. Этот цветок часто изображался средневековыми художниками: преимущественно в связанных с Марией сценах Благовещения, Успения и т. п., но также и в сцене Распятия, поскольку в числе прочего ландыш символизировал слёзы Богоматери или самого Христа. Вероятно, для Верхнерейнского мастера это растение было особо значимым, поскольку в «Золотурнской мадонне» несколько веточек ландыша также изображены на первом плане.

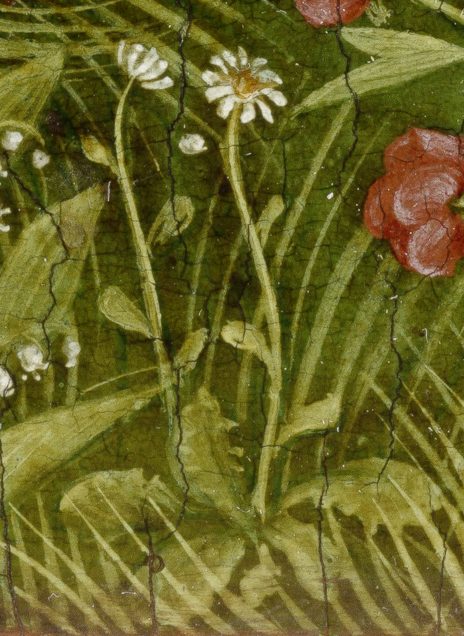
18

18) нивяник (Leucanthemum vulgare). Два нивяника цветут на переднем плане, между ландышами и пионами; цветок слева полураскрыт, правый полностью распустился. Это растение, не менее распространённое в природе, чем маргаритка, в живописи встречается гораздо реже. Часто используемый для гаданий, этот цветок ассоциируется с истиной. В траве между двумя соцветиями нивяника виднеется белое пятнышко: возможно, это лепесток ещё одного цветка, оторванный при гадании. Примечательно, что в европейской традиции нивяники было принято вопрошать не только об удаче или неудаче в любви, но и о том, что ожидает душу в загробной жизни: ад, рай или чистилище.

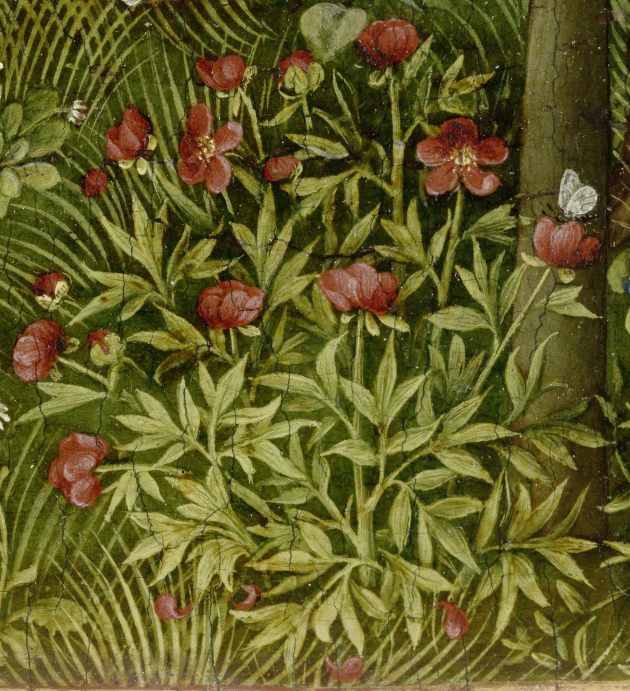
19

19) пион (Peonia officinalis). Большой куст красных пионов изображён в нижней части картины, строго по центру, у «входа» в райский сад (см. также раздел «Деревья» § 3). Множество цветков представлены на разных стадиях цветения: среди них есть бутоны, полураскрывшиеся, полностью расцветшие и уже опавшие; на крайнем справа цветке сидит белая бабочка. Пион, часто выращиваемый в монастырях, весьма ценился как за свою красоту, так и за целебные свойства. Нередко называемый «розой без шипов», он уподоблялся Деве Марии, чьё совершенство не знает изъяна. В эпоху Верхнерейнского мастера корень пиона использовался как амулет против всякого зла; по мнению Николь Шамбон, одного того, что двое сидящих на траве мужских персонажей указывают кончиком стопы на пион, достаточно, чтобы идентифицировать их как победителей извечного Зла — Георгия и Михаила (тем более что пион называли иногда «розой святого Георгия»).

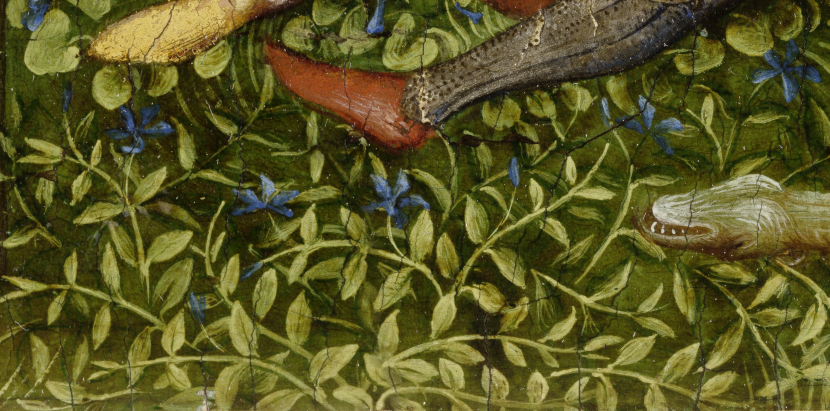
20

20) барвинок (Vinca minor). Несколько побегов барвинка цветут у ног мужских персонажей; на них лежит мёртвый дракон. Барвинок — растение вечнозелёное, то есть, некоторым образом, торжествующее над смертью; кроме того, его латинское название Vinca происходит, как часто считается, от vinco — «побеждать». Изобразив рядом с поверженным драконом барвинок, живописец явно имел в виду символическую победу над Злом. С другой стороны, некоторые исследователи замечают, что немецкое название барвинка — Immergrün — буквально значит «вечнозелёный»; возможно, то, что зелёного цвета дракон изображён покоящимся на вечнозелёном растении (отсутствие каких бы то ни было намёков на раны не позволяет однозначно утверждать, что он убит), говорит об извечности и неистребимости зла. Дитер Хеннебо напоминает также, что барвинок наделялся лекарственными и магическими свойствами, считаясь действенным противоядием от животных ядов. Элизабет Вольфхардт, указывая на приписываемые барвинку апотропеические свойства, замечает: «… возможно, он призван защищать не только персонажей картины, но и зрителя от всё ещё раздутого от яда дракона».

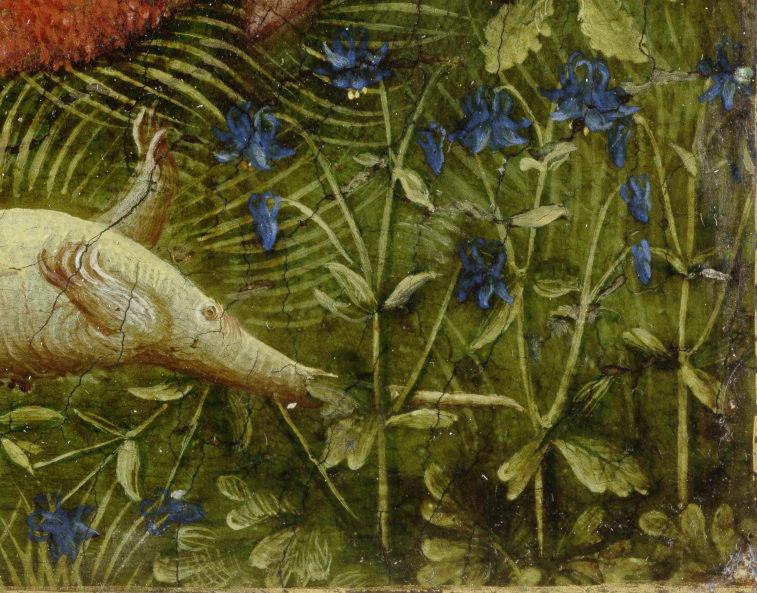
21

21) водосбор (Aquilegia vulgaris). Несколько растений водосбора изображены в правой нижней части картины; одно из них (на первый взгляд неотличимое от барвинка) сломано хвостом дракона. В христианском искусстве водосбор наделялся многозначной символикой, являясь одновременно символом Марии, Троицы, Бога-Отца и Христа как Мессии; три несломленные веточки водосбора могут означать торжество Триединого Бога над злым началом. В то же время водосбор, будучи, по словам Вольфхардт, «одним из особо излюбленных марианских символов», ассоциируется, как и большинство других растений на картине, с образом Богоматери.

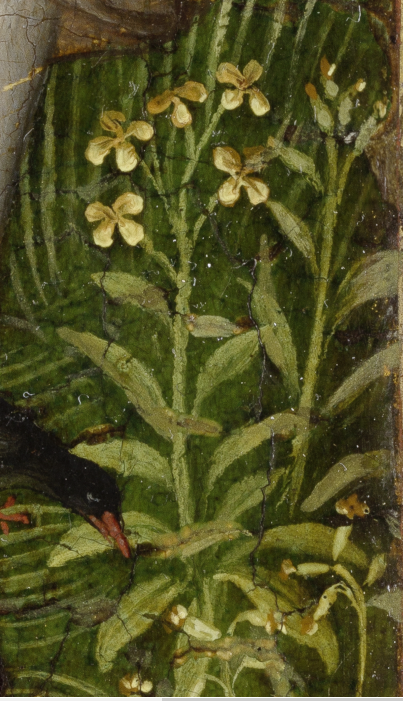
22

22) горчица (Sinapis arvensis). Растение с жёлтыми цветками, по всей видимости из семейства Крестоцветных, изображено в правой нижней части картины, у ног стоящего персонажа. Некоторые исследователи видят в нём лакфиоль или зверобой, однако более вероятно, что это горчица полевая. В Евангелии от Марка (Мк. 4:30—32) о Царствии Божьем говорится, что оно «как зерно горчичное, которое, когда сеется в землю, есть меньше всех семян на земле; а когда посеяно, всходит и становится больше всех злаков, и пускает большие ветви, так что под тенью его могут укрываться птицы небесные». Кроме того, изображение горчицы отсылает к знаменитому речению Христа (Мф. 17:20): «… истинно говорю вам: если вы будете иметь веру с горчичное зерно и скажете горе сей: „перейди отсюда туда“, и она перейдет; и ничего не будет невозможного для вас». Её расположение у края картины перекликается с расположением розы и лилии; таким образом невзрачная горчица в качестве символа веры становится равной этим великолепным цветам.

### Животные

#### Птицы
Николь Шамбон отмечает, что среди всех средневековых изображений райского сада произведение Верхнерейнского мастера насчитывает наибольшее количество птиц — тринадцать. Расположенные вдоль краёв картинного пространства (две на земле, пять на стене, пять на деревьях и одна в воздухе), они образуют вокруг него нечто вроде обрамляющего свода. Как и растения, птицы изображены с исключительным жизнеподобием, что позволяет легко их идентифицировать. Такое внимание к точной и всесторонней передаче натуры необычно для картины начала XV века: хотя и птицы, и цветы могли изображаться с определённой степенью реалистичности, художники не предпринимали попыток создать нечто вроде сводного каталога видов. Картина Верхнерейнского мастера свидетельствует о возросшем интересе к природе, окружающему миру; трансцендентное, внепространственное райское бытие сближается в ней с материальной конкретностью пространства земного. Несмотря на то, что рай традиционно считается населённым множеством разнообразных живых существ, а пение птиц нередко сравнивается с ангельским пением, целью художника было явно нечто большее, чем символическое изображение райской музыки. Населяя свой рай не схематически-условными, а реальными земными птицами, он стремился изобразить не только рай небесный, но и своего рода рай на земле.
Слева направо на картине изображены:

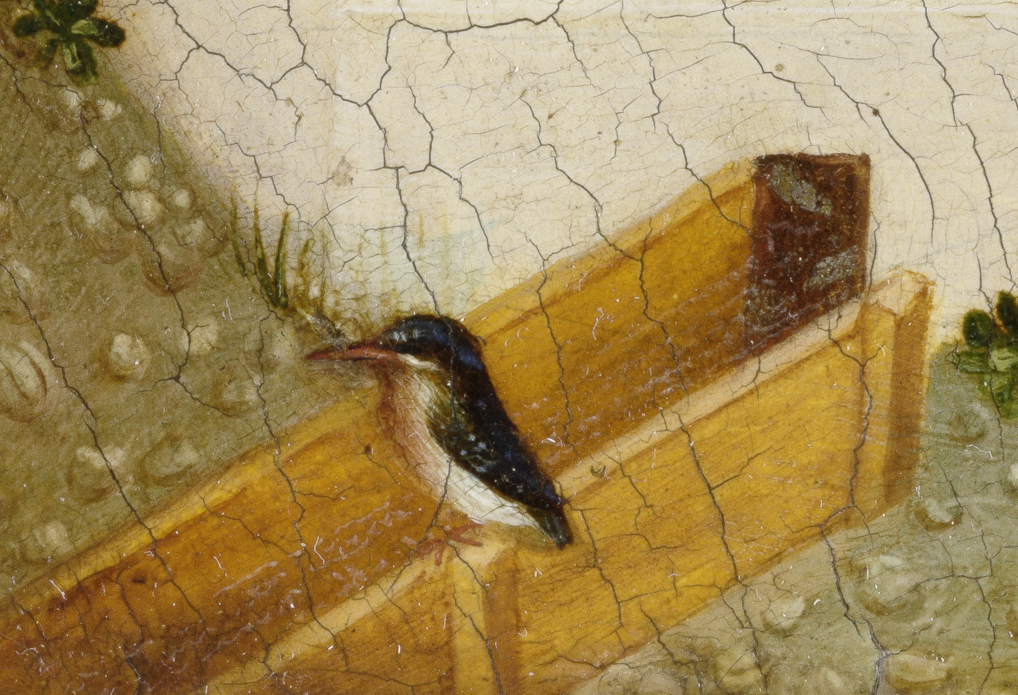
1

1) зимородок (Alcedo atthis). Изображён в левой нижней части картины сидящим на краю жёлоба, который отводит воду из колодца. Зимородок легко узнаваем по характерному силуэту — короткий хвостик, короткие лапки, длинный клюв — и окраске оперения. В клюве он держит едва различимую рыбку (серую, как и те, что вплывают из колодца в жёлоб), что свидетельствует о знании художником не только внешних особенностей, но и повадок птиц. Зимородок, с которым с античных времён связывалось множество легенд, — многозначный символ, в числе прочего ассоциирующийся с Девой Марией. На картине он, как и сама Мария, изображён в профиль, смотрящим влево, а окраска его перьев соответствует цветам Её одежд (возможно, излишек белого в оперении объясняется как раз необходимостью подчеркнуть это соответствие). В таком случае зимородок, ловящий рыбу в источнике, может уподобляться Марии, черпающей мудрость в первоисточнике — Ветхом Завете. В то же время зимородок, птица-рыболов, ассоциировалась с Христом, называвшим апостолов, бывших рыбаков, «ловцами человеков» (Мк. 1:17), а Царствие Небесное — «неводом, закинутым в море и захватившим рыб всякого рода» (Мф. 13:47).

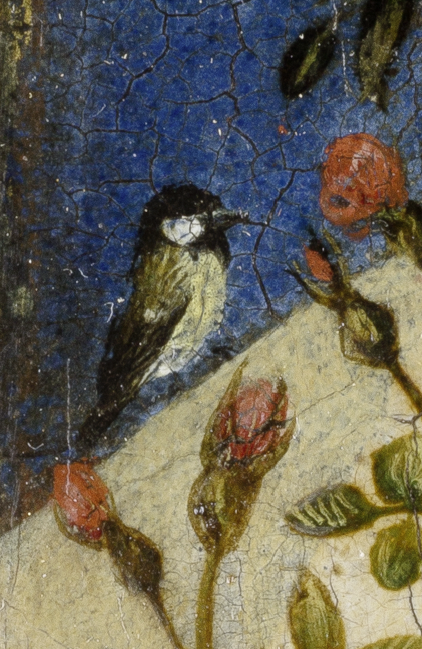
2

2) синица (Parus major). Эта птица изображена в левой части картины, прямо над розовым кустом. На первый взгляд кажется, будто она сидит на стене, но на самом деле синица расположилась на ветке растущего за стеной дерева. Как и зимородок, она представлена в профиль, однако развёрнута вправо и смотрит на собирательницу вишен. Синие пёрышки синицы символизируют небесную синеву; по всей видимости, художник особенно любил этих птиц, поскольку особенно часто изображал их в своих картинах (так, двух синиц можно видеть в «Мадонне на земляничной грядке»). В «Райском саду», помимо большой синицы, присутствует ещё и лазоревка (см. № 11); оба вида хорошо узнаваемы и легко различимы.

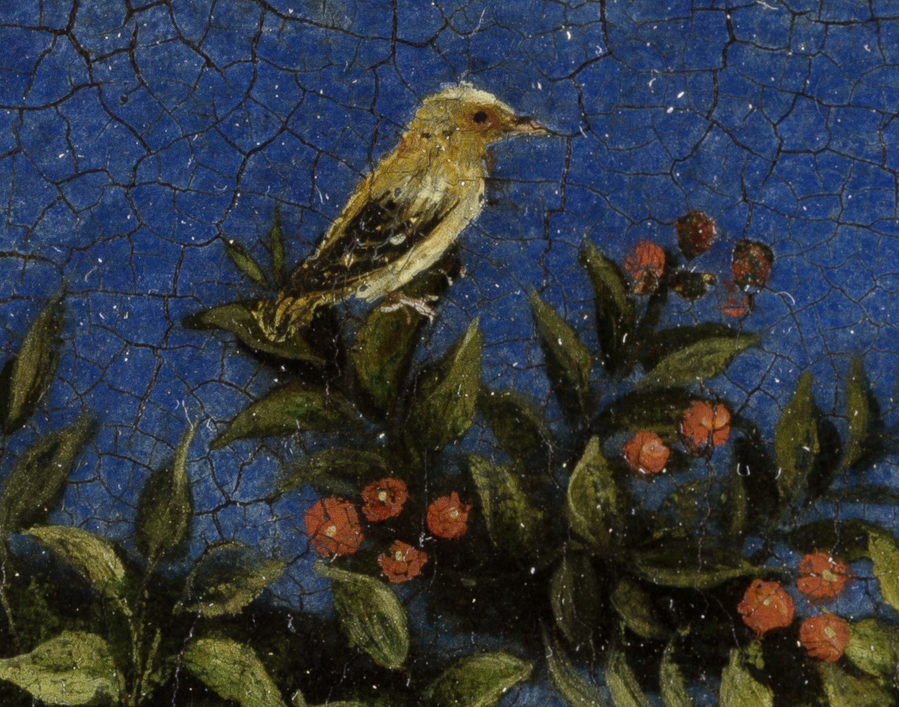
3

3) иволга (Oriolus oriolus). Иволга — ярко-жёлтый самец — отчётливо выделяется на фоне синего неба. Она сидит на верхушке вишнёвого дерева (что не случайно, так как эта птица любит лакомиться вишнями), с которого рвёт плоды святая Дорофея. (Николь Шамбон замечает по этому поводу, что в раю царят законы доверия: на земле иволга — птица чрезвычайно осторожная — непременно улетела бы.) Жёлтый цвет имел отрицательную символику, ассоциируясь с предательством, еретичеством и т. п., поэтому с иволгой связывались поверья и легенды в основном негативного характера. Вместе с тем иволга как «золотая» птица, подобная мифическому фениксу, могла служить символом Христова Воскресения. Двойной ствол вишни напоминает обвившегося вокруг дерева змея; соответственно, сидящая на верхушке иволга символизирует победу над древним Змеем и преображение Древа познания в Древо жизни.

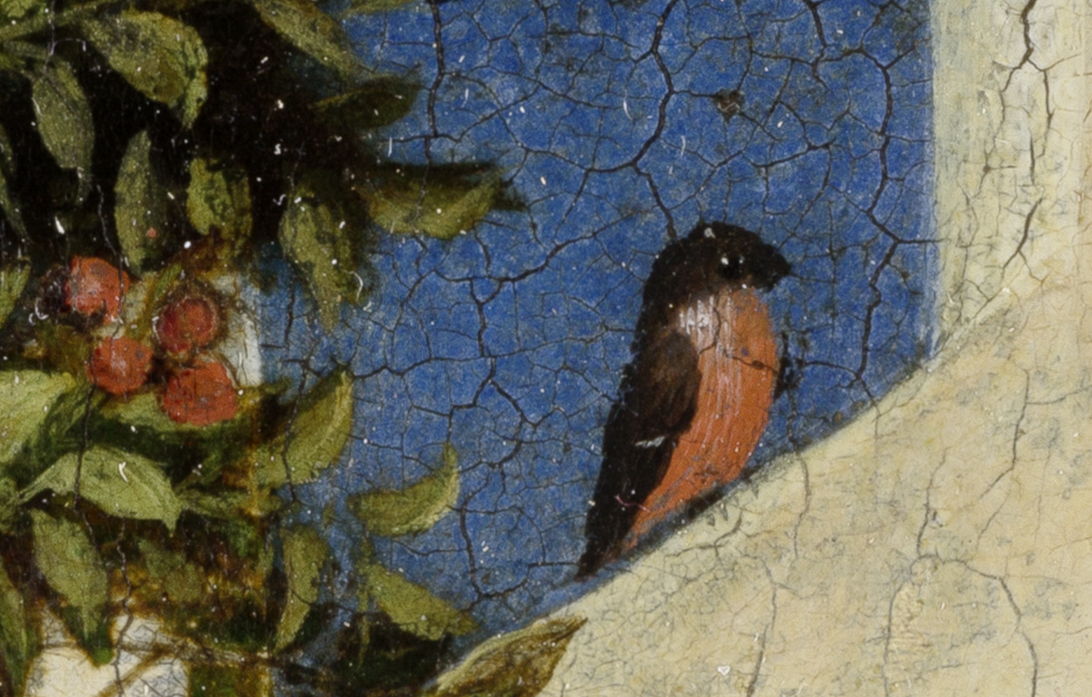
4

4) снегирь (Pyrrhula pyrrhula). Снегирь изображён на стене справа от вишни. Хотя в передаче окраски его оперения допущены мелкие неточности (крыло не должно быть полностью чёрным; светлое пятнышко на боку не соответствует действительности), он легко узнаваем по общему силуэту и, прежде всего, по своей ярко-красной грудке. Глаз и лапки почти не прорисованы, зато хорошо заметен характерный для этой птицы толстый короткий клюв. Как и другие птицы с красным — цвета крови — оперением, снегирь мог ассоциироваться с Распятием. Все они, включая снегиря, могли символизировать стойкость в вере и готовность пролить кровь за Христа.

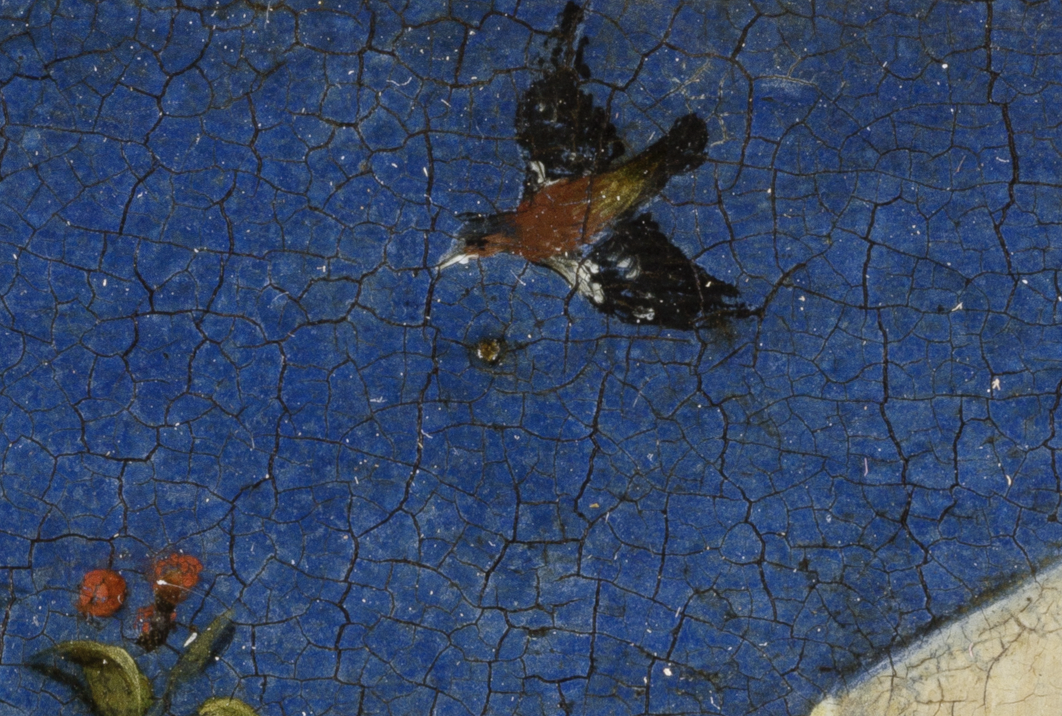
5

5) зяблик (Fringilla coelebs). Зяблик, в чьём оперении сочетается красный цвет Страстей Христовых и синий небесный цвет, единственный из всех птиц «Райского сада» изображён в полёте. Он может быть аллюзией на слова Христа (Мф. 6:26): «Взгляните на птиц небесных: они ни сеют, ни жнут, ни собирают в житницы; и Отец ваш Небесный питает их». Возможно также, что зяблик, — если считать, что его полёт направлен в сторону от райских пределов, — своего рода посланник и вестник рая на земле.

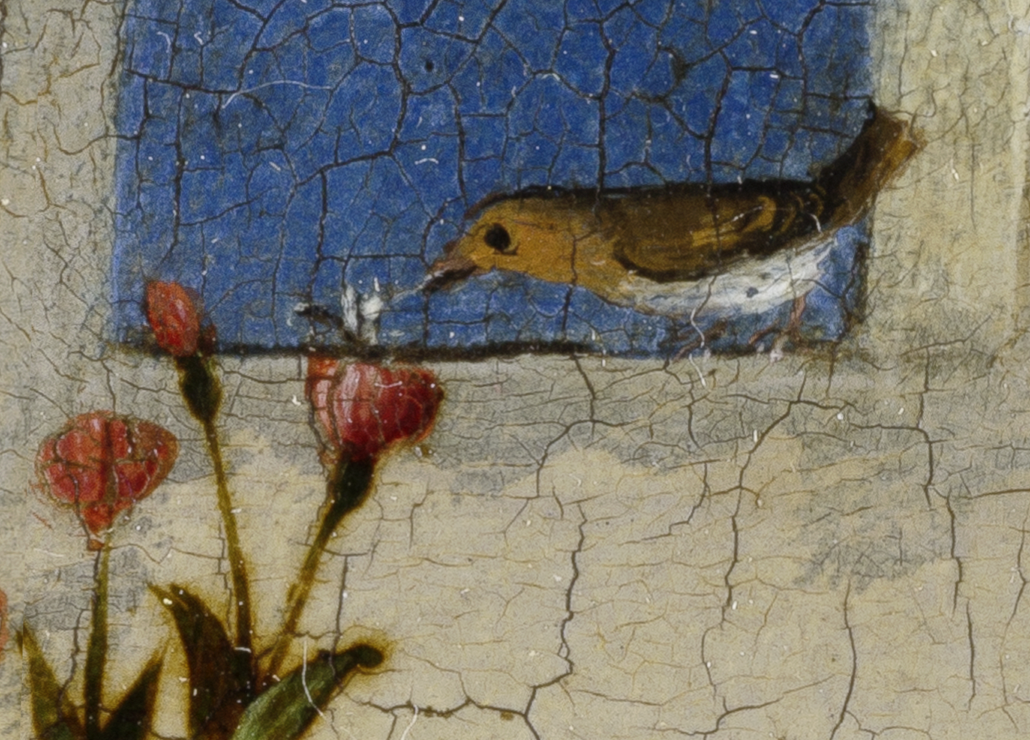
6

6) малиновка (Erithacus rubecula). Эта птичка, легко узнаваемая по характерной оранжевой грудке, сидит на стене, в дальней части слева, и склёвывает с цветка горицвета какое-то насекомое. По распространённой легенде, грудка малиновки стала красной после того как она поранилась, пытаясь вырвать шипы из тернового венца Христа. Христос благословил птичку, сказав ей, что отныне она — Божья птаха, провозвестница добрых вестей. Мухи же, напротив, ассоциировались со злым началом (Вельзевул — «повелитель мух»), поэтому склёвывание малиновкой мухи (или иного летающего насекомого) — не только забавная жизненная деталь, но и очередное символическое представление всё того же мотива победы над силами зла.

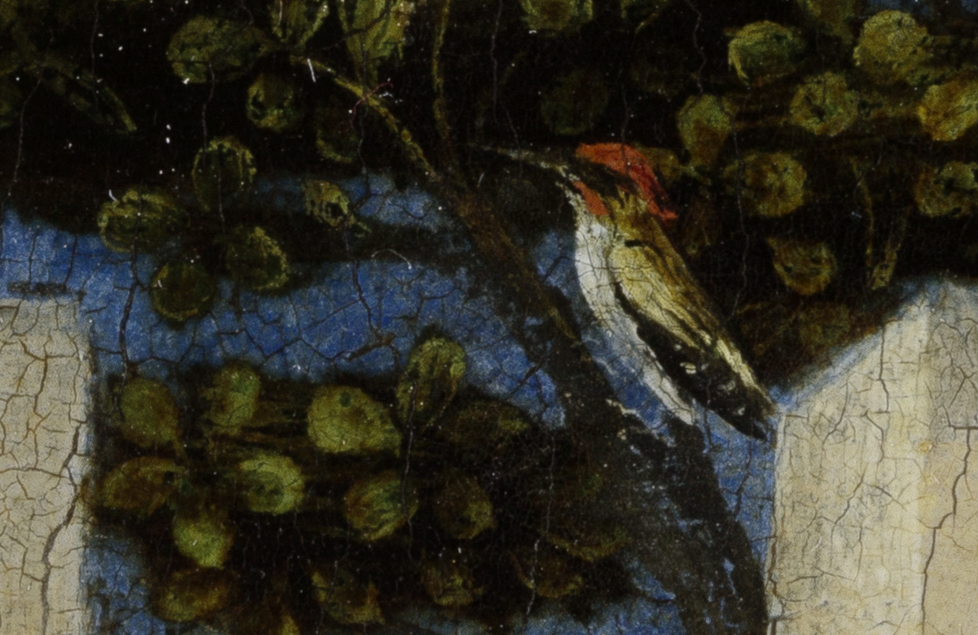
7

7) зелёный дятел (Picus viridis). Зелёный дятел, узнаваемый по характерной окраске с красной «шапочкой», сидит на дереве, которое растёт за пределами райского сада. Дятлы вообще и зелёный дятел в частности наделялись противоречивой символикой: им приписывались одновременно и магические, и демонические свойства. В том случае, когда его образ трактовался положительно, барабанящий по дереву дятел мог восприниматься как неустанный провозвестник Слова Божьего. Из тринадцати птиц райского сада дятел по счёту седьмой, что придаёт ему центральное положение и, возможно, особое значение. Николь Шамбон соотносит его присутствие на картине со словами Христа: «Се, стою у двери и стучу: если кто услышит голос Мой и отворит дверь, войду к нему, и буду вечерять с ним, и он со Мною» (Откр. 3:20).

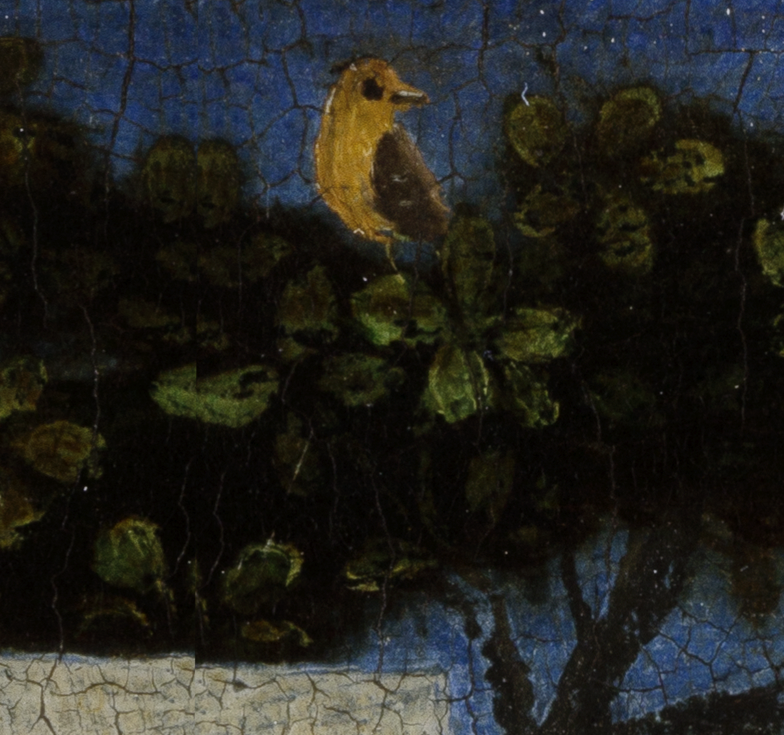
8

8) овсянка (Emberiza citrinella). Эта небольшая жёлтая птичка изображена сидящей на дереве между дятлом и щеглом. Единственная из всех, она оглядывается назад: тело развёрнуто в направлении дятла, голова повёрнута в сторону щегла. Похожая цветом на иволгу (некоторые видят в ней вторую представительницу того же вида), она отличается меньшими размерами, поэтому с большой вероятностью можно определить в ней овсянку. Как и дятел, овсянка наделялась двойственной, во многом отрицательной символикой (в числе прочего её считали переносчицей желтухи), — возможно, именно поэтому обе птицы находятся за пределами райского сада. Вместе с тем внешнее сходство жёлтой овсянки с «золотой» иволгой и похожее расположение — на верхушке деревьев — может означать, что в раю жёлтый, цвет греха и предательства, становится золотым.

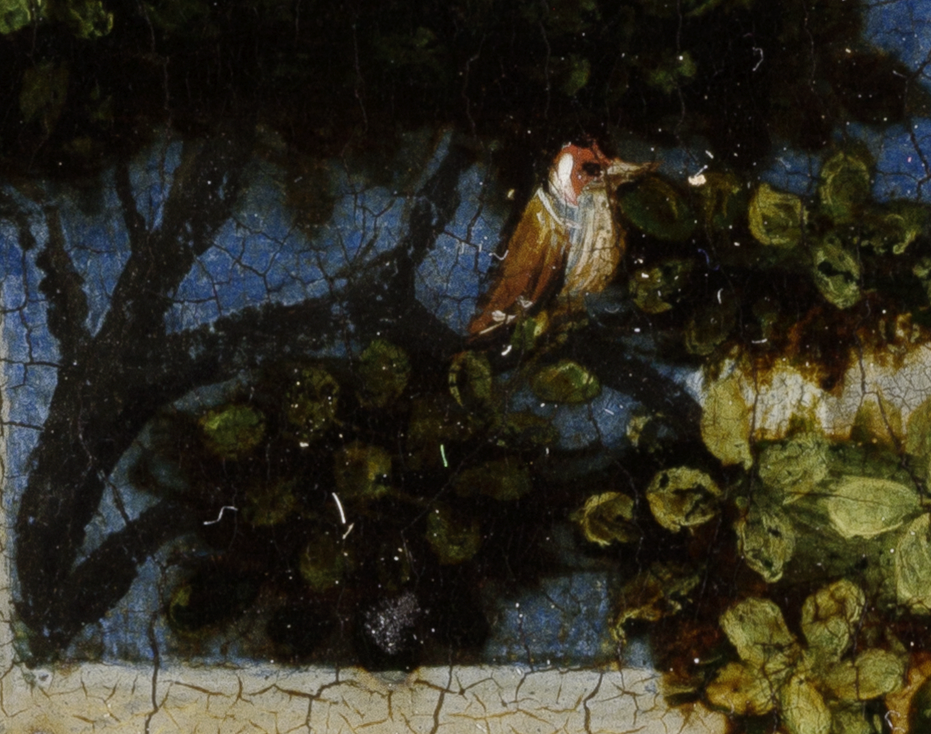
9

9) щегол (Carduelis carduelis). Щегол тоже сидит на дереве, растущем за пределами сада, однако на той его ветке, которая, пересекая стену, вдаётся в сад. Эта любимая художниками птица (ни одна другая не встречается так часто в живописи и скульптуре Средневековья) связывается в первую очередь со Страстями Христовыми: пурпурные пятна на головке щегла ассоциировались с ранами от тернового венца (тем более что и питается щегол «терниями» — семенами репейника и чертополоха). О щегле, как и о малиновке, в легендах рассказывалось, что он пытался вырвать своим клювом шипы, ранящие Христа. Однако в то же время щегол может символизировать Воскресение и стремление следовать за Христом.

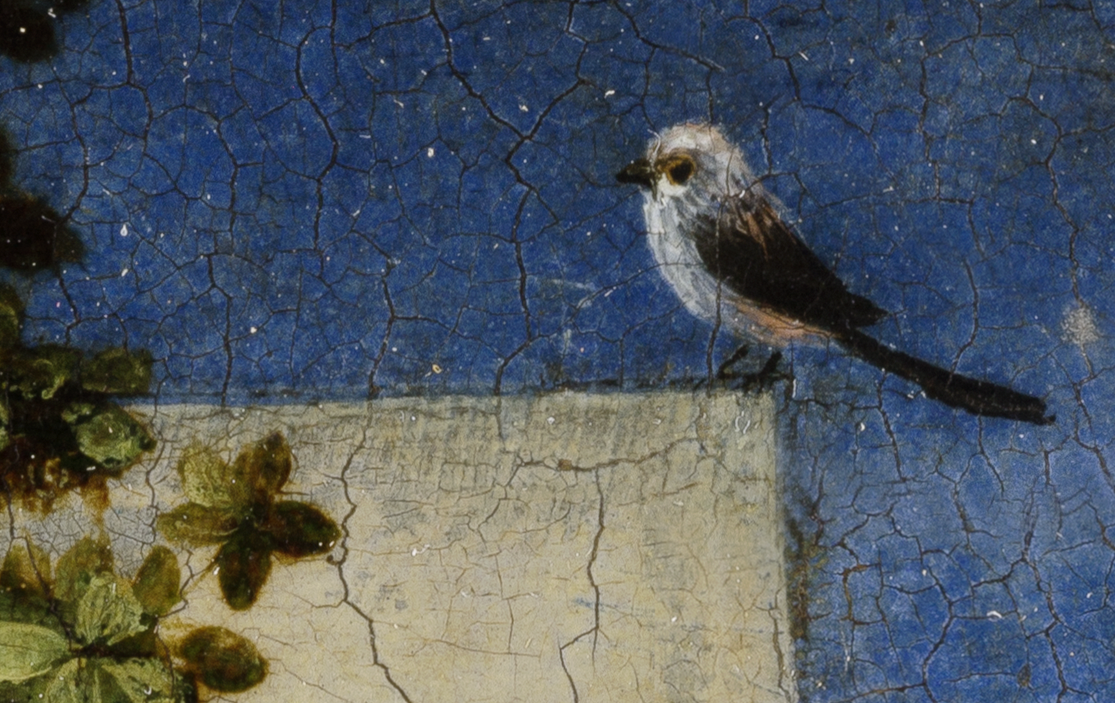
10

10) сорокопут (Lanius minor). Эту чёрно-белую птицу, сидящую на зубце стены над куртиной ирисов, сложно определить. Разные исследователи видели в ней трясогузку, сороку, свиристель и длиннохвостую синицу; Николь Шамбон полагает, что это сорокопут. Об этой птице известно, что она насаживает свою добычу на шипы; по легенде, в то время как щегол старался помочь Христу, сорокопут сидел по другую сторону Креста и издевался над распятым. Схожим образом — друг напротив друга — эти птицы расположены и на картине. Однако милосердие Христово безгранично, и он прощает своих мучителей; соответственно, сидящий на райской ограде сорокопут может символически представлять раскаявшегося грешника.

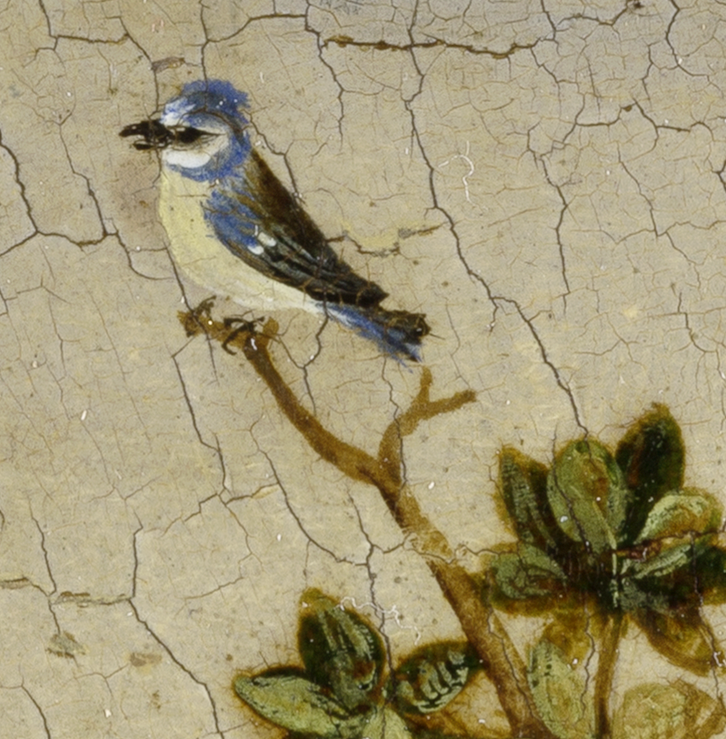
11

11) лазоревка (Parus caeruleus). Эта птица сидит на верхней ветке дерева, вокруг которого расположились мужские персонажи в правой части картины. Тщательно прорисованная, она изображена с большой точностью (если не считать отсутствия чёрной полоски, которая должна пересекать голову, проходя через глаз). Если в оперении большой синицы (№ 2) есть немного синих пёрышек, то лазоревка (также из семейства Синицевых) отличается поистине небесной синевой. Из всех птиц она единственная изображена с приоткрытым клювом, то есть, вероятно, единственная из всех поёт. Пение этой птицы, сидящей на единственной сухой ветке зеленеющего дерева, может символизировать стремление чистой души вырваться из тенет зла, но в то же время оно — адресованное зрителю картины приглашение восхититься красотами рая.

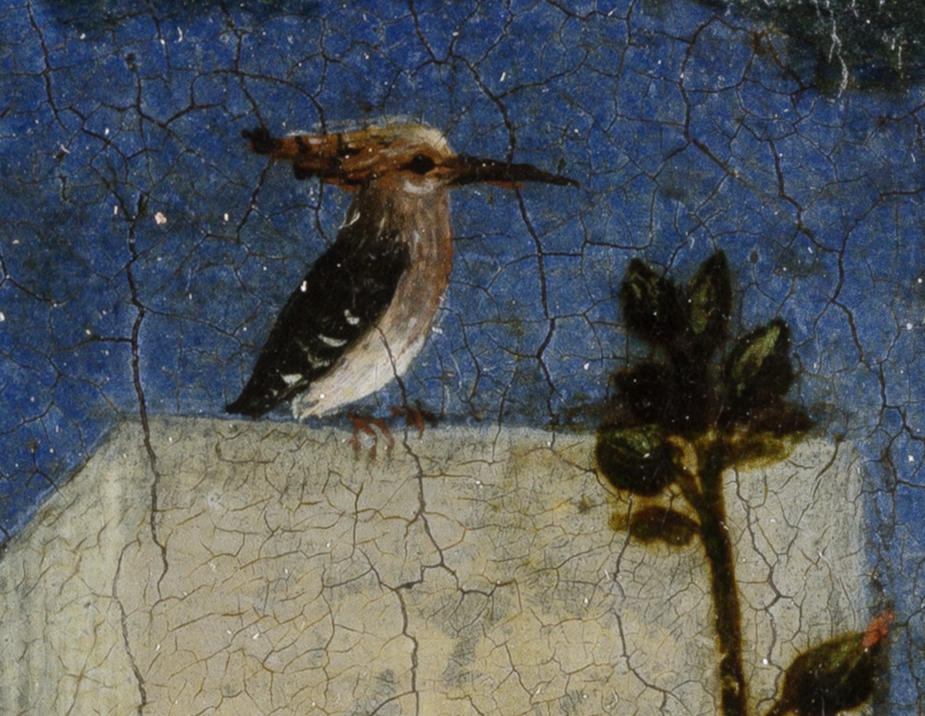
12

12) удод (Upupa epos). Эта яркая птица, легко узнаваемая по длинному клюву и хохолку, сидит на зубце стены в правой верхней части картины. Подобно дятлу, овсянке и сорокопуту, удод также наделялся неоднозначной, часто отрицательной символикой. Обладательница пышного хохолка, эта птица ассоциировалась с тщеславием и кокетством. Однако на картине Верхнерейнского мастера удод не щеголяет своим роскошным убором, а держит хохолок сложенным, что может символизировать скромность и смирение.

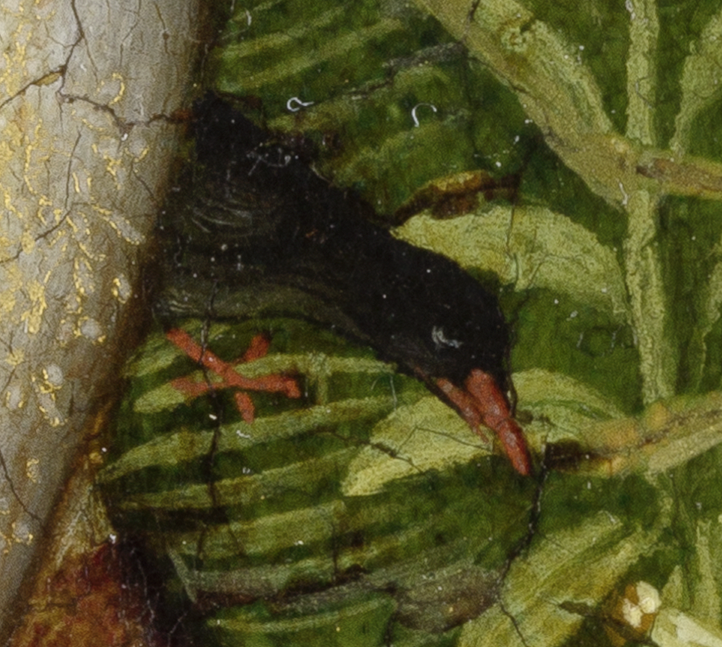
13

13) клушица (Pyrrhocorax pyrrhocorax). Чёрная птица у ног стоящего персонажа в правой части картины наиболее загадочна: птицы чёрной окраски, традиционно воспринимаемые как вестники несчастья, никогда не встречаются в «райской» иконографии. Практически всеми исследователями она определяется как представитель врановых, однако более точная идентификация затруднительна. Чаще всего в ней видят ворона или чёрную ворону, однако красный клюв и красные ноги заставляют предположить в ней клушицу. Красные лапки имеет голубь, общеизвестный символ Святого Духа; наделив тёмную, традиционно считаемую зловещей птицу клювом и ногами того же красного цвета, художник мог представить в её образе раскаявшегося грешника: одного из тех, что первыми войдут в рай. Птица на картине клюёт листик горчицы (см. «Цветы и травы» 22) — заблудшая душа приобщается к вере.

#### Рыбы и насекомые
Помимо многочисленных птиц, в райском саду присутствуют и другие существа, гораздо менее заметные. Несмотря на более чем миниатюрные размеры, они изображены с такой же высокой точностью и реалистичностью и, по-видимому, также наделялись некой — хоть и не всегда очевидной — символикой.

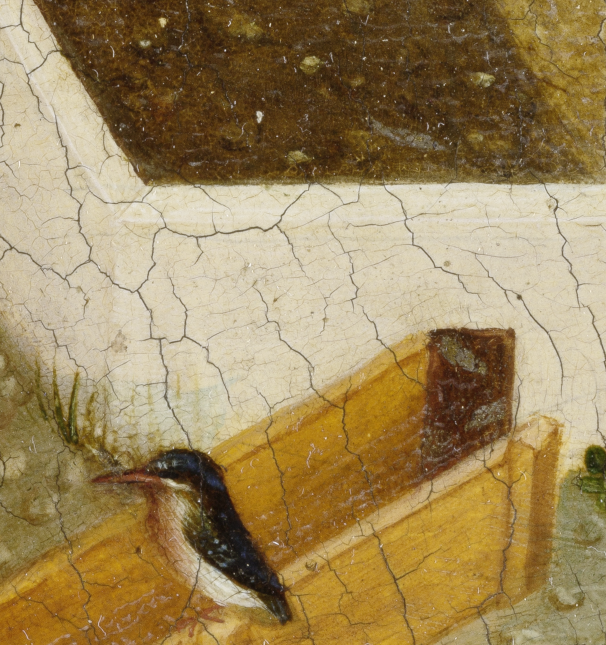
1 (рыбы)

1) Серебристые рыбки, живущие в источнике, в наши дни едва различимы, поскольку серебро, использованное для придания блеска их чешуе, со временем истёрлось. Несколько рыбок плавают на дне колодца, две подплыли к жёлобу и стоят у отверстия; одна, выплывшая по стоку наружу, стала добычей зимородка. Николь Шамбон предполагает, что, возможно, ещё одна рыбка — ныне практически неразличимая — была изображена в золотом черпаке святой Варвары. Как известно, рыба (ихтис) — один из древнейших символов христианства; однако многие авторы отмечают, что мотив охоты и поглощения одних живых существ другими странным образом не согласуется с тематикой рая.

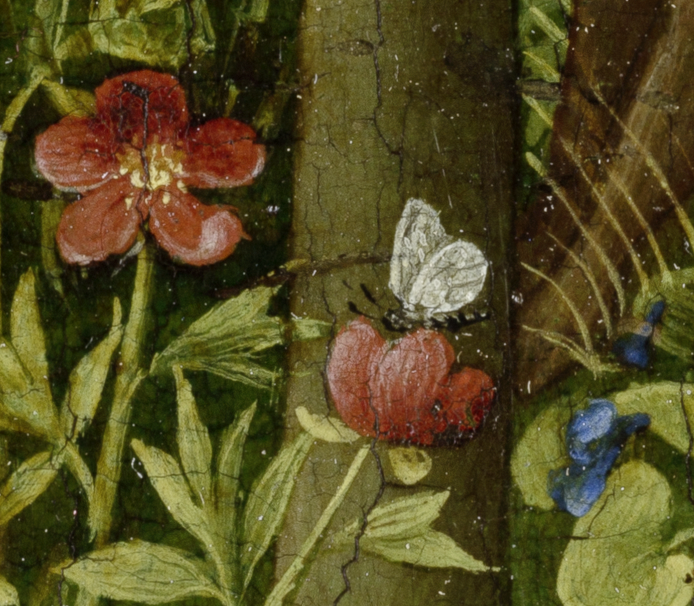
2

2) Единственная в саду бабочка изображена сидящей на цветке пиона (по центру нижнего края картины) и ярко выделяется на фоне мёртвого ствола. Это одна из самых распространённых бабочек — капустница — изображённая с большой скрупулёзностью: форма и окраска тела, крылышек и усиков переданы в точном соответствии с натурой; мельчайшими штрихами белого на белом художник постарался даже придать крыльям мерцающую полупрозрачность. По мнению Э. Феттера, яркий светлый акцент на тёмном фоне призван подчеркнуть особую смысловую и композиционную значимость мёртвого дерева как отправной точки, которая первой приковывает внимание зрителя и задаёт направление взгляда.

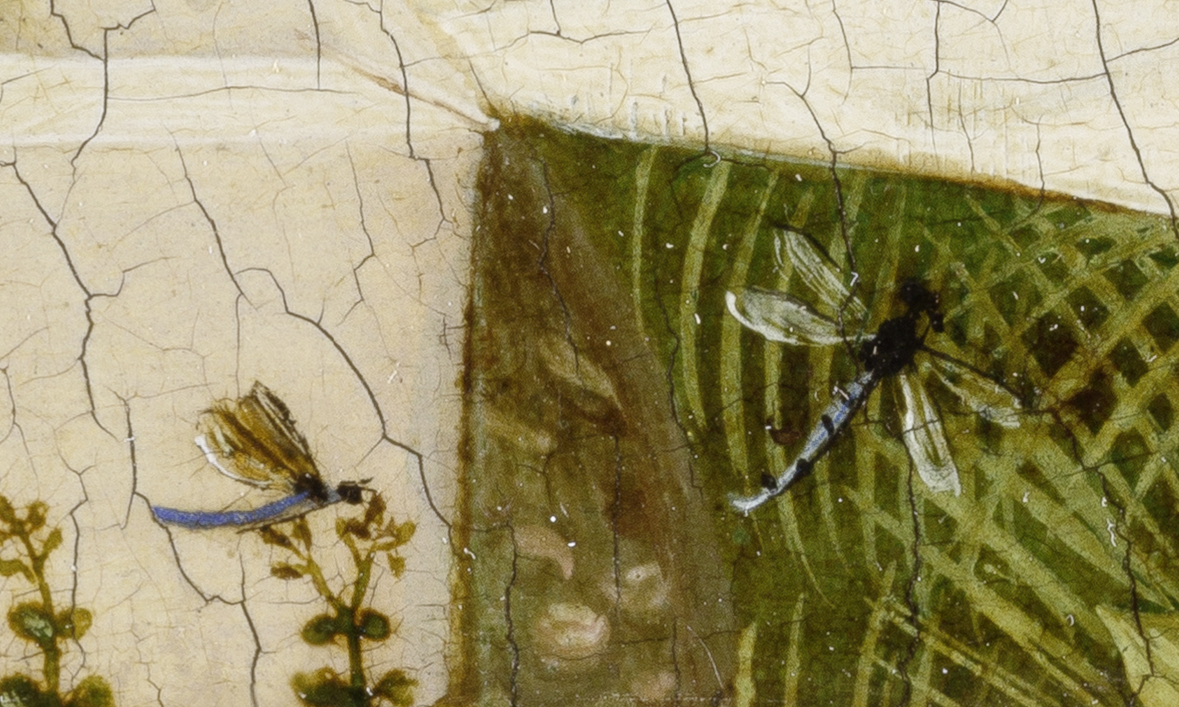
3

3) В непосредственной близости от источника художник изобразил двух стрекоз: насекомых, которые, действительно, обычно держатся у воды. Та из них, что расположена левей и отчётливо выделяется на фоне камня, возможно, самка красотки-девушки: об этом говорят её тёмные крылышки в сочетании с сине-зелёным брюшком. Вторая, более крупная разнокрылая стрекоза со светлыми крыльями исследователями с точностью до вида не определяется. Во времена Верхнерейнского мастера стрекозы, как и прочие насекомые, наделялись преимущественно отрицательной символикой, с ними были связаны многочисленные народные суеверия, поэтому их изображение в райском пейзаже весьма необычно. Вместе с тем обе стрекозы изображены направленными в противоположную сторону от колодца, как бы удаляющимися от него, — возможно, потому, что им невыносима «вода живая», о которой говорится в Евангелии (Ин. 4:10, 11).

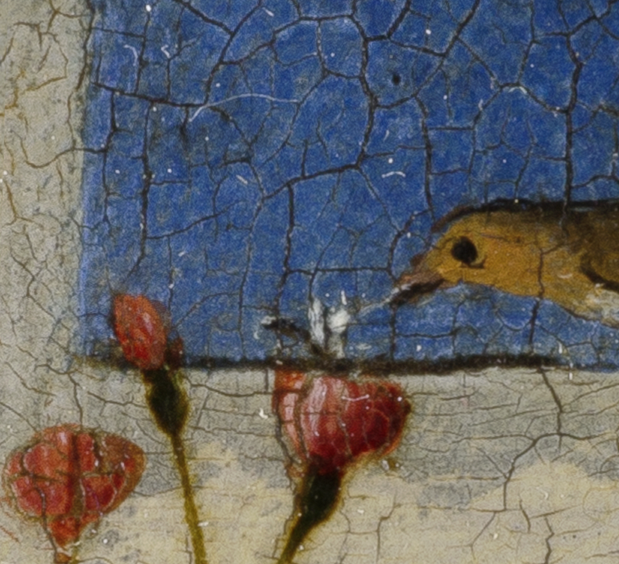
4

4) Насекомое на цветке горицвета, которое готовится склюнуть малиновка, слишком мало, чтобы его можно было идентифицировать. Те немногие исследователи, которые упоминают о нём, обычно называют его мухой. Мухи, как уже упоминалось, также имели исключительно отрицательные коннотации; возможно, неслучайно склёвываемая малиновкой муха помещена на одну диагональ с драконом, побеждённым святым Георгием. В то же время эта сцена охоты птицы на насекомое продолжает тот же нехарактерный для «райской» тематики мотив, который присутствует в изображении зимородка, поймавшего рыбку.

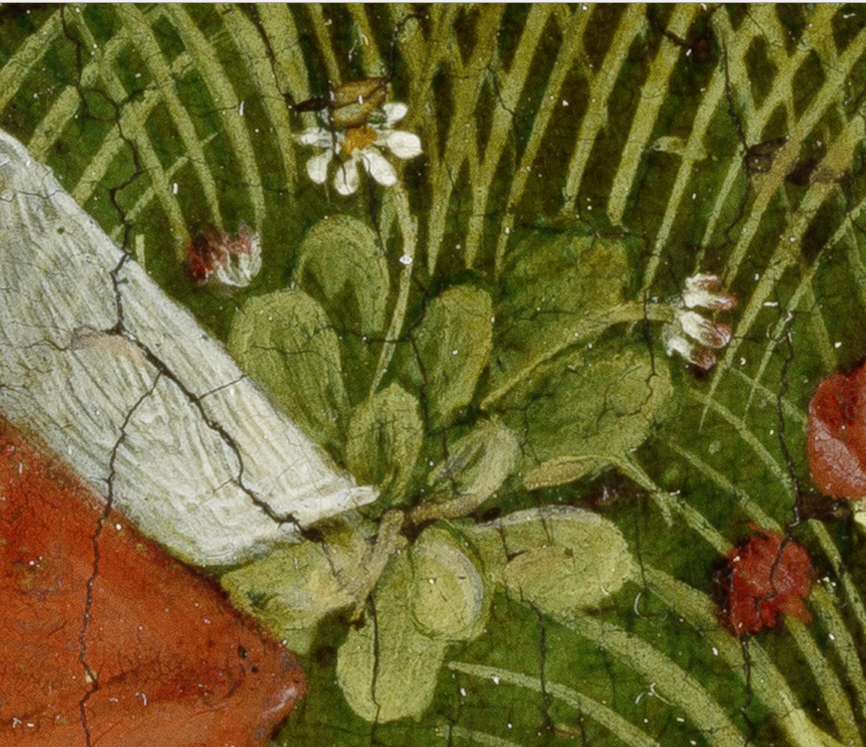
5

5) На маргаритке, растущей у ног Младенца, сидит почти неразличимый жук. Развернувшись влево, он приподнял свои коричневые надкрылья, как будто готовится взлететь (что соотносится с символикой Воскресения). Возможно, ещё один жук прогуливается в траве меж стеблей шалфея: при ближайшем рассмотрении там заметно бурое пятнышко. Столь крошечные, с трудом замечаемые детали говорят о том, что картина, несомненно, предназначалась для разглядывания вблизи, с минимального расстояния.

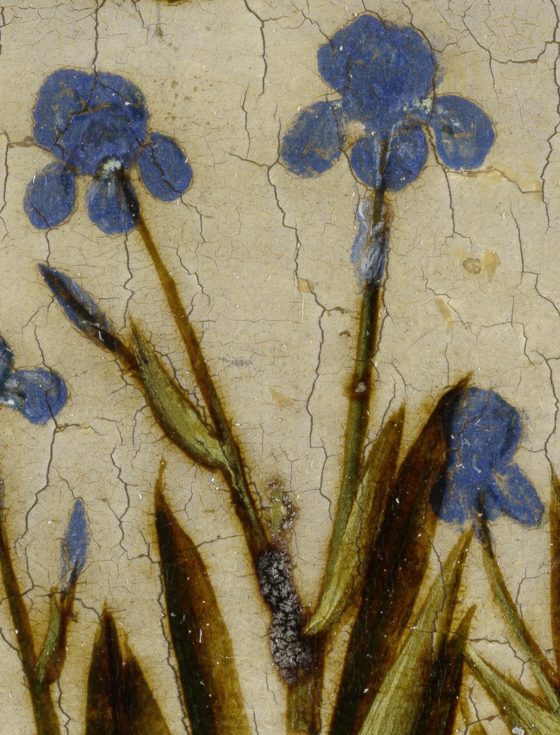
6

6) На втором слева, раздвоенном стебле ириса при близком рассмотрении заметно нечто вроде беловатой пены. По мнению Николь Шамбон, это может быть колония неких насекомых наподобие щитовок или червецов, выделяющих медвяную падь. Однако значение этой крошечной детали сложно установить. Возможно, эти насекомые-вредители — так же, как мухи, стрекозы и другие «демонические» существа — говорят о присутствии в саду злого начала. Шамбон высказывает также предположение, что их соседство со столиком может подразумевать аллюзию на упоминаемую в Библии манну небесную (которая предположительно могла быть медвяной падью).

## Интерпретации
«Райскому саду» посвящено большое количество исследований, авторы которых неизменно отмечают его «сложность», «таинственность», «загадочность», «неоднозначность». Создатель картины «прихотливо перетолковывает все [традиционные] мотивы», чуть ли не намеренно усложняя прочтение и затрудняя интерпретацию. Б. Бринкман и Ш. Кемпердик комментируют это следующим образом: «Сложности возникают в значительной мере из-за того, что „Райский сад“ самым обескураживающим образом опирается сразу на несколько иконографических традиций — исключительно затем, чтобы в ключевых, определяющих для каждой из них пунктах вступить с этой самой традицией в противоречие». Большинство исследователей сходятся в том, что созданный Верхнерейнским мастером образ амбивалентен и сочетает в себе черты рая небесного, представленного в виде Эдемского сада, и рая земного как мирной пасторальной идиллии в уютном и укромном саду. По словам А. Е. Майкапара, «Всё, вплоть до мельчайших деталей этой картины <…> являет нам мир видимый, но при этом олицетворяет собой и мир невидимый, трансцендентный».

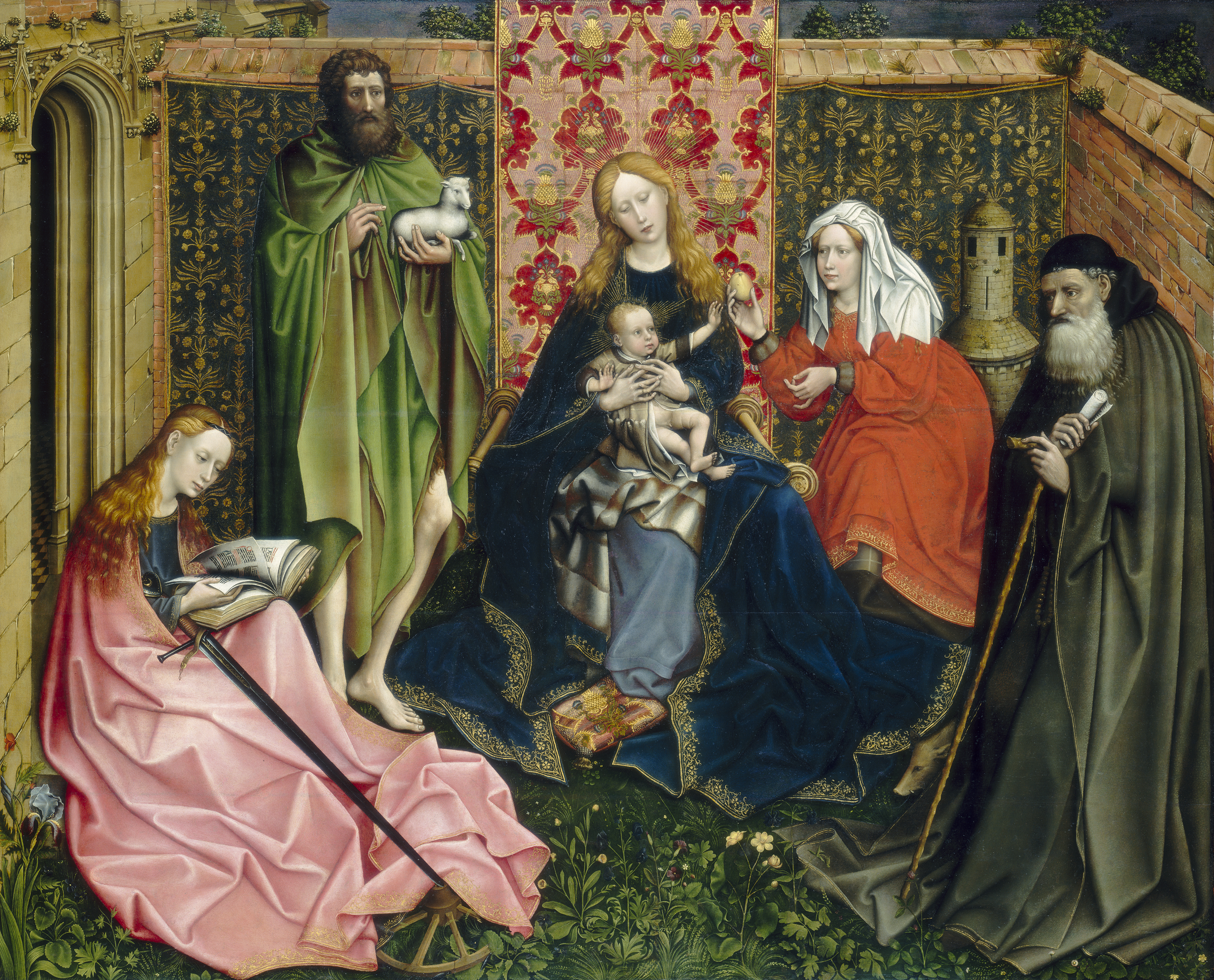
Неизвестный художник (последователь Робера Кампена). Мадонна с Младенцем и святыми в ограждённом саду. Ок. 1440—1460. Вашингтон, Национальная галерея искусства

Белокаменная ограда, которой обнесён сад, заставляет вспомнить традиционный иконографический тип hortus conclusus («сад заключённый»), представляющий собой изображение Богоматери с Младенцем в прекрасном саду, огороженном высокой изгородью, часто в окружении ангелов и святых. Этот образ, символизирующий непорочность Девы Марии, восходит к главе четвёртой (Песн. 4:12) «Песни песней» Соломона: «Запертый сад — сестра моя, невеста, заключенный колодезь, запечатанный источник». Многие исследователи (Карл Гебхардт, Кеннет Кларк, Роберт Зуккале и др.) видели в «Райском саде» своеобразный парафраз именно этой иконографии, тем более что почти все представленные на картине растения можно так или иначе — исходя из связанных с ними библейских метафор и народных поверий либо присущих им целебных свойств — соотнести с образом Девы Марии и традицией Её прославления. Однако ботаническая скрупулёзность, с которой выписано каждое растение, не позволяет видеть в них исключительно абстрактный ряд условных символов. Кроме того, сад, изображённый Верхнерейнским мастером, сложно назвать «запертым»: напротив, он представляет собой подчёркнуто незамкнутое пространство (в сравнении, к примеру, с работой неизвестного мастера XV века из собрания вашингтонской Национальной галереи). Стены ограничивают его лишь с двух сторон, причём очевидно, что они (как и цветочная клумба в верхней части картины, и деревянный жёлоб слева внизу) продолжаются за пределами картинного поля. Взгляду зрителя явлена лишь часть сада, своего рода «райский уголок»; к тому же проницаемость окружающих его границ подчёркивается как веткой растущего снаружи дерева, протянувшейся поверх стены вовнутрь райского пространства, так и множеством птиц, присутствующих повсюду: в самом саду, на ограждающей его стене, в воздухе над стеной. Отсутствие стен на переднем плане и справа не только не создаёт впечатления замкнутости, закрытости, но и, напротив, вовлекает зрителя в пространство картины.

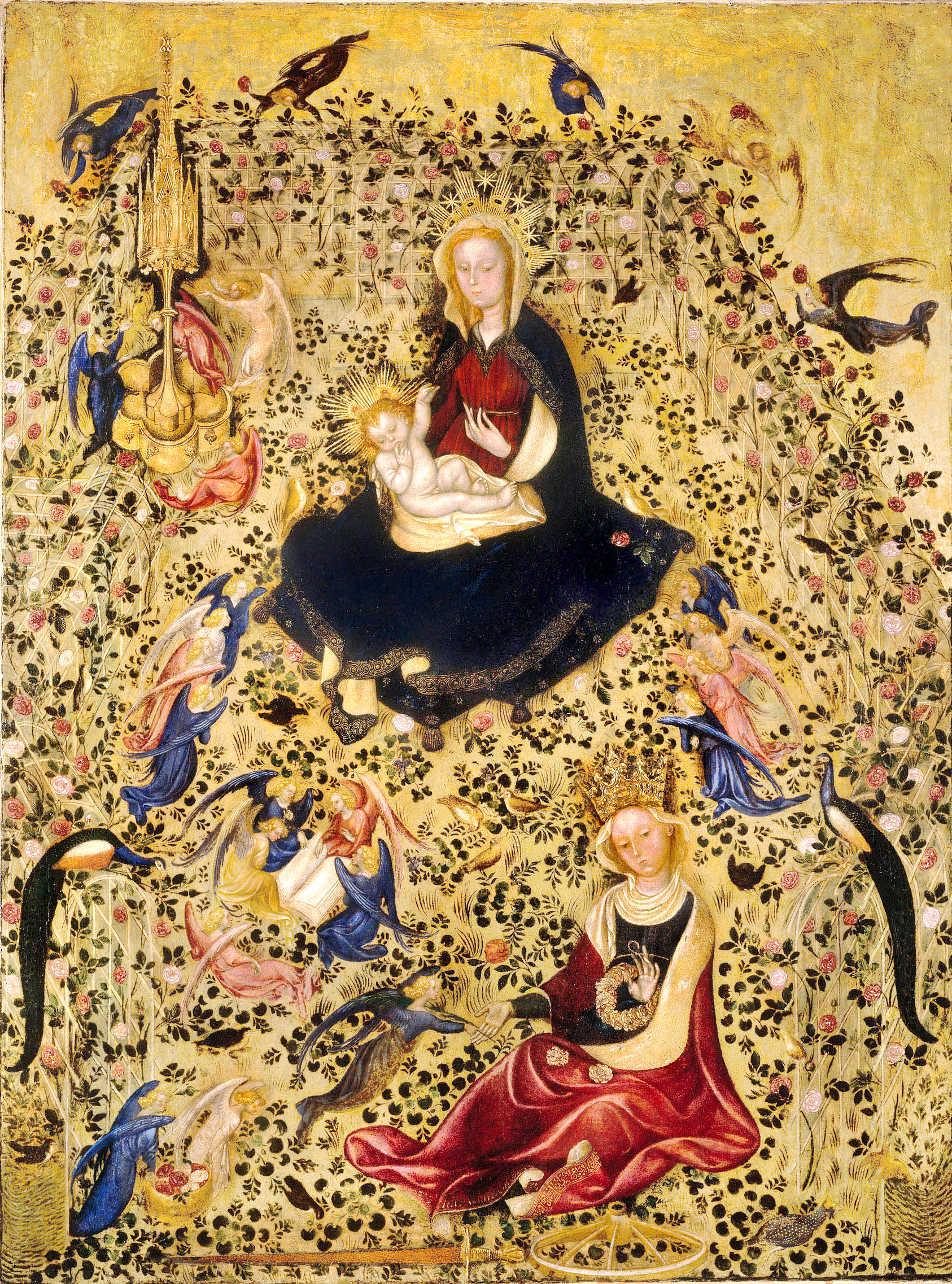
Стефано да Верона. Мадонна в беседке из роз. Ок. 1410. Музей Кастельвеккио

Ещё один распространённый иконографический тип, к которому отчасти близок «Райский сад», — «Мадонна в саду роз», или «Мадонна в беседке из роз» (нем. Madonna im Rosenhag): Богоматерь изображается на фоне цветущего сада, садовой беседки или решётки с вьющейся зеленью. Он часто сближается с иконографией так называемой «Мадонны смирения» (итал. Madonna dell’umiltà): Деву Марию представляют коленопреклонённой или сидящей на подушке, которая лежит на земле. Что касается растений, они могут изображаться с немалой степенью достоверности, однако среди них обычно преобладает одно — как правило, роза, — причём оно украшает беседку или шпалеру, создающую обрамление вокруг центрального образа Мадонны и подчёркивающую символическое, атрибутивное значение растения. На картине же Верхнерейнского мастера не только роза, но и другие цветы, устойчиво ассоциируемые с Девой Марией, — ирис и лилия — изображены не в непосредственной близости от восседающей на подушках Богоматери, но рассредоточены по краям картины. Как правило, в композиции соответствующего типа присутствуют также многочисленные ангелы, тогда как святые изображаются редко, — что, опять же, не согласуется с составом персонажей «Райского сада». Ещё более значимое отступление от канонической иконографии состоит в трактовке фигуры Богоматери. Иконографический тип «Мадонны в розах» предполагает её размещение либо в геометрическом центре картины, либо в верхней части, но строго на центральной оси. Однако на франкфуртской картине Дева Мария хоть и изображена таким образом, что кажется возвышающейся над остальными персонажами, композиционно её фигура смещена влево — незначительно, но достаточно, чтобы в сочетании с асимметричной архитектоникой стен казаться в большей степени принадлежащей левой части картины.

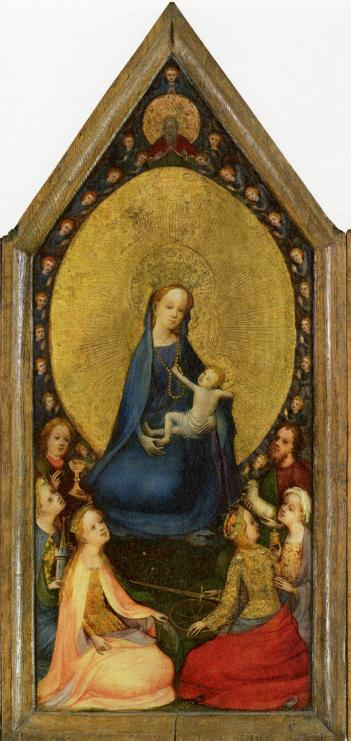
Мастер святой Вероники. Virgo inter virgines (центральная часть триптиха). Ок. 1410. Роттердам, музей Бойманса — ван Бёнингена

Некоторые исследователи, исходя из относительной многочисленности изображённых на картине персонажей, видели в ней воплощение одного из двух других традиционных иконографических типов: Virgo inter virgines (буквально «Дева среди дев») или Sacra conversazione («Святое Собеседование»). В произведениях как одного, так и другого типа центром является фигура Богоматери: восседающая на троне или иным образом акцентированная, она окружена святыми, образующими вокруг неё с обеих сторон две симметричные группы. Две группы персонажей — мужская и женская — есть и в «Райском саду», однако они никоим образом не сосредоточены вокруг Девы Марии и по отношению друг к другу подчёркнуто асимметричны.
Отдельные исследователи ставят под сомнение даже то, что изображённый на картине сад возможно считать райским. Так, французский историк искусства Филипп Лоренц (фр. Philippe Lorentz) замечает, что, несмотря на кажущуюся буколичность, пространство сада таит в себе слишком много несовместимого с райской идиллией: это и охотящиеся друг на друга животные, и явно зримые символы зла и греха. А поскольку Христос торжествует над злом и несёт искупление греха, Лоренц видит именно в Нём центрального персонажа картины; сад же считает Садом Страстей Христовых, метафорой Распятия. Развивая гипотезу, Лоренц предполагает, что в свете подобной интерпретации трёх женских персонажей возможно идентифицировать как трёх евангельских Марий — именно они в средневековой иконографии изображаются без определённых атрибутов в сценах Распятия, Снятия с креста и Оплакивания. Здесь же, в этой композиции с Младенцем Христом, их присутствие рядом с Богоматерью означает провозвестие предстоящих Страстей и предвосхищение той роли утешительниц Марии, которая предстоит им самим. Лоренц отмечает также, что меланхолический жест архангела Михаила напоминает скорбную позу апостола Иоанна, каким его обыкновенно изображали у подножия Креста современники Верхнерейнского мастера.

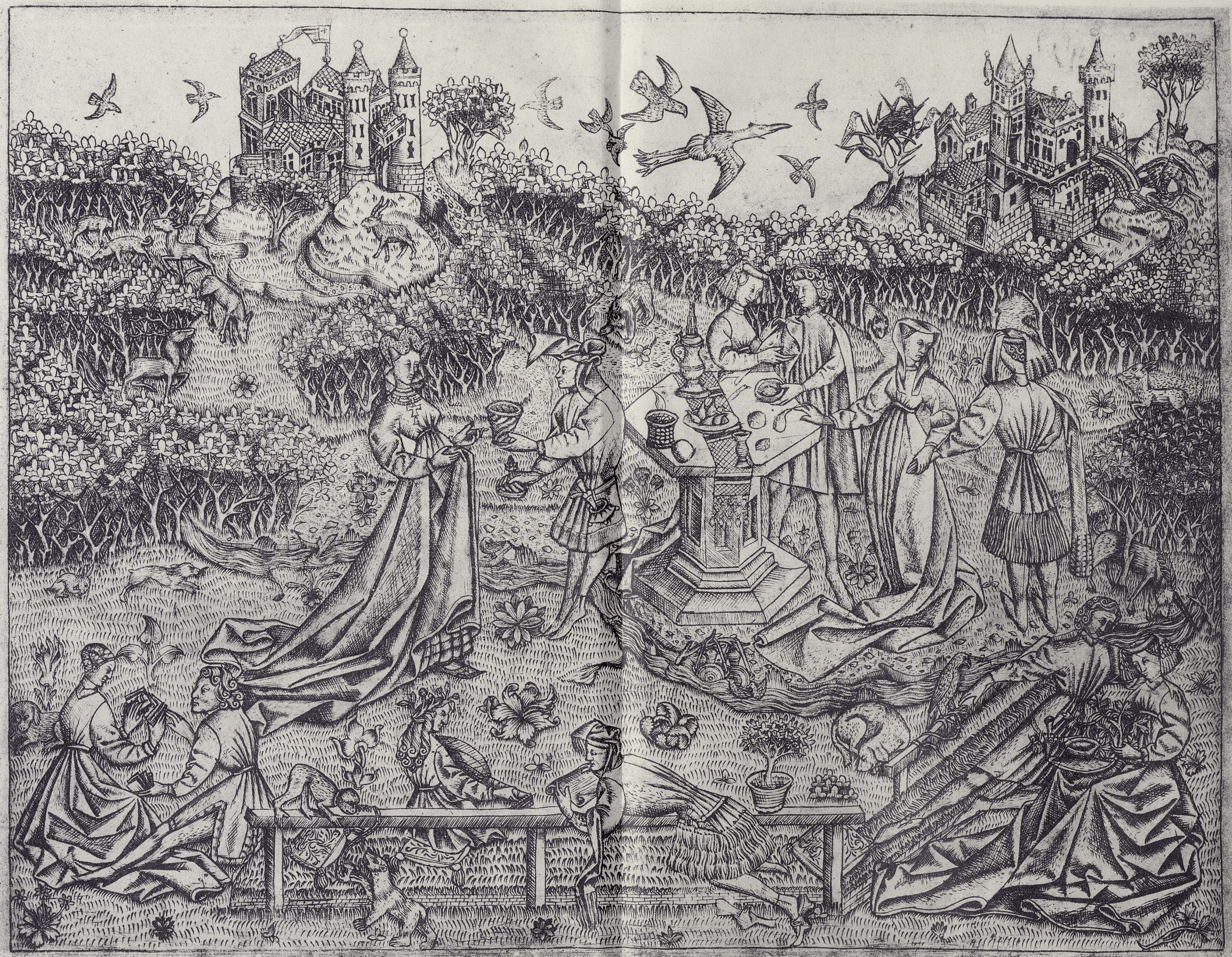
Мастер садов любви. Большой сад любви. Гравюра на меди. Ок. 1450

В то же время исследователи (в том числе те из них, кто придерживается приведённых выше интерпретаций) отмечают, что изображённый на картине уголок природы, обнесённый зубчатой стеной, чрезвычайно напоминает настоящий, земной средневековый сад, укрытый от посторонних за неприступной оградой замка. Подобные сады, созданные ради удовольствия и увеселений, в XV веке были относительно редки — в большинстве случаев садоводство преследовало не столько эстетические, сколько практические цели — однако к этому времени уже сложился образ сада как места отдыха и наслаждений. Это были так называемые «сады любви», «сады удовольствий», предназначавшиеся как для любовных уединений, так и для разнообразных времяпрепровождений на свежем воздухе. Автор трёхтомной истории садового искусства Дитер Хеннебо отмечает, что сад на картине Верхнерейнского мастера полностью соответствует канонам, в соответствии с которыми было принято устраивать подобного рода сады: в нём есть деревья, цветочная лужайка, клумба в деревянной ограде и источник; сам он расположен на возвышенности и обнесён стеной. Ряд авторов отмечает его сходство с описанием «сада удовольствий» в трактате «De vegetabilibus» («О растениях») автора XIII века Альберта Великого; по словам Лоттлизы Белинг, «„Райский сад“ Верхнерейнского мастера мог бы быть иллюстрацией к его [Альберта Великого] планировке сада». Много общего имеет он и с «садом любви», изображённым на гравюре «Der große Liebesgarten» («Большой сад любви») так называемого Мастера садов любви: в частности, шестиугольный столик с кружевной дорожкой, тарелка с фруктами и стакан-нуппенбехер обнаруживают в обоих изображениях исключительное сходство. Вместе с тем цветущий сад внутри стен рыцарского замка часто сравнивался с раем (например, в «Романе о розе»); так, удивительно созвучное «Райскому саду» литературное описание средневекового сада дано в «Декамероне» Боккаччо:

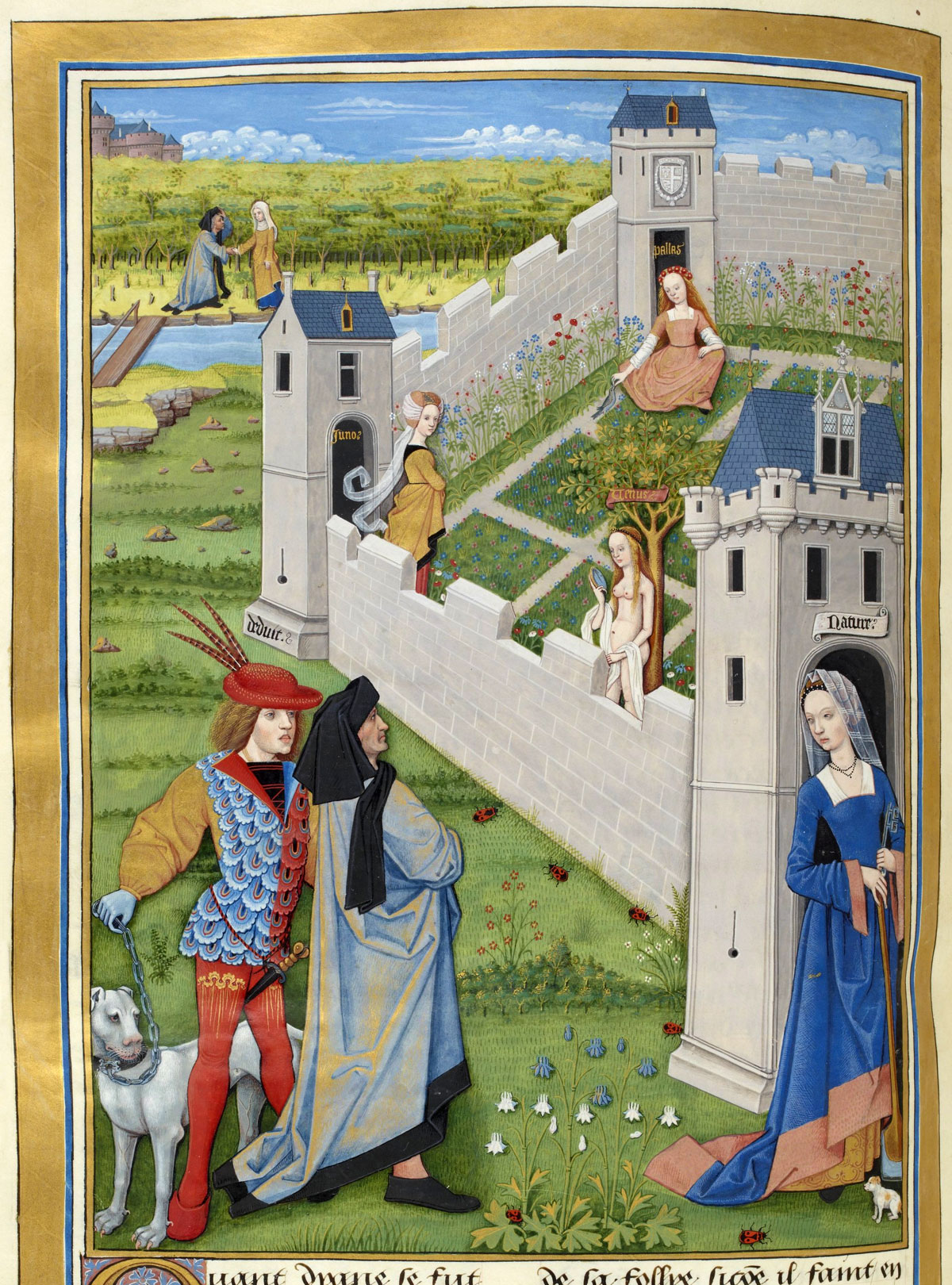
Изображение сада любви в «Нравоучительной книге о шахматах любви» (художник Робине Тестар, ок. 1496—1498)

Посредине сада <...> находился луг, покрытый мелкой травой, столь зелёной, что он казался почти тёмным, испещрённый тысячами разных цветов, окружённый зеленеющими здоровыми апельсинными и лимонными деревьями... Посредине этого луга стоял фонтан из белейшего мрамора с чудесными изваяниями <...>. Вид этого сада, прекрасное расположение его, растения и фонтан с исходившими из него ручейками — всё это так понравилось всем дамам и трём юношам, что они принялись утверждать, что если бы можно было устроить рай на земле, они не знают, какой бы иной образ ему дать, как не форму этого сада.
— Текст: Бокаччо Д. Декамерон. Пер. с ит. А. Н. Веселовского в Викитеке 
В изображении райского бытия Верхнерейнским мастером явно прослеживаются аналогии со светским, мирским образом жизни: святые воины и жёны облечены в яркие праздничные одежды, их головы украшают не нимбы, а причудливые изысканные венцы; занятия, которым они предаются, — чтение, музицирование, трапеза на природе — весьма напоминают благородные аристократические досуги. Несмотря на постепенный упадок аристократии, рыцарский идеал, в содержание которого включалась в том числе куртуазная любовь, продолжал владеть умами, поэтому неудивительно, что в средневековом искусстве христианский «сад ограждённый», сад невинности, мог сближаться с идеальным аллегорическим «садом любви». Парадоксальное на первый взгляд совмещение этих столь несхожих, во многом антагонистичных образов присутствует и в картине Верхнерейнского мастера.
Б. Бринкман и Ш. Кемпердик указывают на существование в европейской традиции ещё одного топоса, в некотором смысле объединяющего в себе черты сакрального Эдемского сада и профанного «сада любви». Это так называемый locus amoenus («прелестный уголок»): аллегорико-мифологический образ, которому немецкий литературовед Эрнст Роберт Курциус дал следующее определение: «…прекрасное, укрытое тенью место на лоне природы. Оно должно состоять, как минимум, из дерева (или нескольких деревьев), луга, родника или источника. К этому можно добавлять цветы и птичью песню. В самых подробных описаниях ещё фигурируют дуновения ветра». По мнению Бринкмана и Кемпердика, locus amoenus может быть местом, где встречаются божественное и человеческое: радушно открытый взгляду, он приглашает благочестивого созерцателя духовно соприсутствовать со святыми в их чудесных обителях.
В целом исследователи, писавшие о картине, единодушны в том, что, хотя отдельные её мотивы могут быть так или иначе истолкованы, значение композиции как целого от толкователей ускользает. Эстер Гальвиц, резюмируя выкладки историков искусства, предложила следующую обобщающую формулировку: «Это Эдемский сад на земле, сад Страстей Христовых, пространство меж тем светом и этим, отголосок марианского мистицизма в сочетании с позднесредневековым культом любви и рыцарства». К сходной синтетической формуле прибегает и историк искусства Аня Гребе: «В этой картине несколько смысловых слоёв, поэтому возможны множественные — в равной мере обоснованные — толкования. Перед нами полусакральный, полупрофанный „райский сад удовольствий“». Николь Шамбон также подчёркивает многогранность и многослойность «Райского сада», его несводимость к единому исчерпывающему толкованию: «Конечно, франкфуртская картина — это одновременно и Мадонна в саду роз, и Virgo inter virgines, и Sacra conversazione, и Дева в заключённом саду, и Эдемский сад, и сад любви; но ничем из этого она не является: она — нечто большее».
Густав Фридрих Хартлауб, посвятивший «Райскому саду» монографический очерк, отметил неиссякающий интерес исследователей к картине: «Не одним пером двигало желание воздать хвалу этой маленькой жемчужине. Воодушевляясь тем, что мы назвали бы очаровательно-благочестивой непосредственностью и наивной поэтичностью, многие стремились выразить в слове ту торжествующую полноту жизни — одновременно земной и неземной, — которая воплотилась в столь малом пространстве».

## Гипотезы о предназначении
Исходя из всего вышесказанного, возникает вопрос о том, кто мог быть заказчиком картины и для каких целей она предназначалась. Вероятно, некоторые из ранних картин мягкого стиля могли принадлежать богатым горожанам или знати. Это были маленькие молитвенные образы (нем. Andachtsbild) для домашнего внелитургического пользования, в которых нередко отражалась связь культа Девы Марии с образом сада (примеры подобных миниатюр известны из Северной Италии, Нидерландов, Германии). Миниатюрный формат «Райского сада» заставляет предположить, что он также создавался не для храма, а для частного жилища. Теоретически возможно, что изначально это была часть складня-полиптиха, однако композиция картины делает эту гипотезу маловероятной и заставляет видеть в «Райском саде» самостоятельное произведение.
Поскольку на картине преобладают женские персонажи, большинство исследователей склонялись к тому, что заказчицей была женщина. Курт Глазер считал, что «Райский сад» предназначался для домашних молитв некой благородной дамы; Роберт Зуккале полагал, что это была аббатиса или монахиня высокого ранга. С другой стороны, женские персонажи, лишённые традиционных атрибутов, представлены подчёркнуто неопознаваемыми, тогда как в группе мужских персонажей несомненно узнаваемы (по мнению большинства исследователей) святой Георгий и архангел Михаил. Следовательно, их присутствие на картине было для заказчика особенно важным — и тогда, возможно, это был некий мужчина, желавший видеть на картине своего святого покровителя. По версии Густава Хартлауба, картина могла предназначаться в дар — например, невесте от жениха или супружеской паре — и, возможно, служила украшением ларца с иными подарками.
Не исключено также, что заказчицами картины были не одна, а несколько монахинь какого-то из эльзасских или верхнерейнских монастырей. Тема райского сада пользовалась в женских монастырях популярностью; монахини изготавливали изображения, где на тканевую основу в деревянной рамке помещались цветы, жемчуг и драгоценные камни — всё это, по-видимому, должно было символизировать обители блаженных, чьи мощи хранились в монастыре. Возможно, франкфуртская картина отчасти сродни этим «коллажам», хотя по сравнению с ними не только обладает несравненно большей художественной ценностью, но и намного сильней способствует эмоциональному вовлечению созерцающего. По мнению Бринкмана и Кемпердика, гипотеза о том, что заказчицами были несколько монахинь, позволяет объяснить неканоничность иконографии изображённых на картине святых, обусловливающую возможность неоднозначной их идентификации: если картина совместно использовалась ими как молитвенный образ, каждая из монахинь могла видеть в изображённых святых собственную небесную покровительницу.
Большинство исследователей полагает, однако, что заказчик «Райского сада» был человеком высокообразованным и утончённым. Филипп Лоренц замечает, что кем бы этот человек ни был, он или она отличался «большой тонкостью в своих эстетических предпочтениях». Сходного мнения придерживается Аня Гребе: «…загадочная иконография, техническое совершенство и достоверное изображение растений и иных элементов природы делают „Райский сад“ картиной для знатока».

## Комментарии
1. ↑  259. Aelteste teutsche Kunst. Eine Legende mit acht Figuren in einem reich mit Blumen gezierten Garten dargestellt. b. 12¼. h. 9½. Z oll. Holz[14].
2. ↑  В XX веке эту версию поддерживал Роберт Зуккале[англ.][26].
3. ↑  Панель и поле изображения незначительно обрезаны (по крайней мере сверху), правая сторона сохранилась в целостности[34][15]. Непосредственная площадь живописной поверхности, ограниченной по периметру золотистой окантовочной линией, составляет 25,6 x 32,8 см[34][17].
4. ↑  Bodley 264, fol. 226r, ныне на хранении в Бодлианской библиотеке[45]
5. ↑  Так, Бодо Бринкман и Штефан Кемпердик полагают, что об этом даже в большей степени, чем изображения цветов и птиц, свидетельствуют изображения насекомых: бабочки и двух стрекоз. Их строение, пропорции и окраска соответствуют природным, тогда как большинство изображений насекомых эпохи позднего Средневековья и даже начала Нового времени демонстрируют чрезвычайную неточность, приблизительность и диспропорциональность[54]
6. ↑  В эпоху создания картины подобные столики часто использовались для трапез на лоне природы[73]; очень похожий изображён на гравюре «Большой Сад любви с шахматистами» (ок. 1460—1467) так называемого Мастера E. S.[74].
7. ↑  Стаканы такого типа в большом количестве производились в Страсбурге в начале XV века[75].
8. ↑  На странице слева различимы буквы древнееврейского языка, следовательно, книга — Ветхий Завет[91].
9. ↑  Массивная алая подушка, украшенная по углам золотыми кистями, расшитыми жемчугом, лежит на траве возле цветочной клумбы; некоторые авторы уточняют, что подушек две[93][30].
10. ↑  Все остальные персонажи изображены без нимбов как таковых, хотя на многих венцы[82][99].
11. ↑  В некоторых источниках инструмент называют цитрой[22][103].
12. ↑  В Евангелии нет никаких свидетельств о том, что Христос играл на каких-либо музыкальных инструментах, однако средневековое искусство нередко представляет Его музицирующим[94].
13. ↑  По мнению Николь Шамбон, дополнительным аргументом в пользу этой идентификации могут быть также расположенные поблизости от святой растения. Так, в частности, одним из народных названий маргаритки было catarina[119].
14. ↑  Хартлауб также настоятельно подчёркивает, что оба этих персонажа не имеют нимбов[143].
15. ↑  Немецкий историк искусства Эвальд М. Феттер также находит, что взгляд рыцаря выражает «сосредоточенное созерцание и бесконечное изумление»[68].
16. ↑  Ср. Откровение Иоанна Богослова (20:2): «Он взял дракона, змия древнего, который есть диавол и сатана, и сковал его на тысячу лет»[135].
17. ↑  А. Н. Донин видит в этом первое в немецком искусстве проявление юмористического начала[41]; Густав Хартлауб также отмечал, что оба «чудовища» изображены «с мягким юмором»[148].
18. ↑  Загадочного третьего персонажа Цинк идентифицировал как святого Лаврентия, изжаренного заживо[161].
19. ↑  Историк искусства Лоттлиза Белинг[англ.] в своей монографии «Растения в средневековой станковой живописи» назвала «Райский сад» «ботаническим чудом»[162].
20. ↑  Вечное цветение косвенно говорит и о том, что в раю вместо времени царит вечность[41].
21. ↑  Э. Феттер отмечает, что на выбор художником определённых растений могли, в числе прочего, повлиять их народные названия в немецком языке. Так, водосбор именуется «перчатками Богоматери» («unserer lieben Frauen Handschuh»), вероника — «отдыхом Богоматери» («unserer lieben Frauen Rast»), и т. п.[126].
22. ↑  Николь Шамбон уточняет, что к «розам» могли относить не только штокрозу и пион, но также и горицвет (Märgenröslein); в таком случае фигуру креста образуют эти четыре цветка[172].
23. ↑  Элизабет Вольфхардт определяет оба растения как левкои и считает «Райский сад» первым изображением левкоев в живописи[231].
24. ↑  Николь Шамбон предполагает, что, возможно, это наиболее раннее изображение штокрозы в живописи[241].
25. ↑  Впервые эту версию выдвинул в 1911 году Карл Симон[нем.]; он также усматривал в лежащих на столе яблочных шкурках очертания букв SE и считал их зашифрованной подписью художника[18].
26. ↑  Б. Бринкман и Ш. Кемпердик считают, что подчёркнуто натурное изображение пиона Верхнерейнским мастером говорит о том, что тенденция к натурному воспроизведению природных мотивов начала складываться к северу от Альп задолго до Мартина Шонгауэра, чьи этюдные зарисовки пионов были созданы на полвека позже, около 1470 года[54].
27. ↑  Это сравнение встречается, в частности, в знаменитом «Романе о Розе» XIII века и в «Декамероне» Бокаччо[322].
28. ↑  То же рассказывается о щегле и снегире[342].
29. ↑  Бринкман и Кемпердик на основании этого же признака считают птицу чёрным дроздом, однако у чёрного дрозда клюв жёлтый[30][390].
30. ↑  По мнению Б. Бринкмана и Ш. Кемпердика, эта маленькая сценка привносит в произведение повествовательный элемент[54].
31. ↑  Подобную трактовку пространства Б. Бринкман и Ш. Кемпердик называют «смелым и современным решением»[44].
32. ↑  До Лоренца сходную интерпретацию, хоть и в ином ключе, предлагал Йозеф Стшиговский[416], однако его работа («Dürer und der nordische Schicksalshain», 1937), изданная в период национал-социализма, после Второй мировой войны была подвергнута критике и изъята из библиотек[417].
33. ↑  Согласно С. С. Аверинцеву: «Секуляризация темы Рая как сада в западноевропейском искусстве, начиная с позднего северного средневековья, идёт по линии чувствительной идиллии среди зелени, с натуралистическим изображением цветов, источника, грядок и т. п.»[422].
34. ↑  В «Райском саду» ветерок заставляет развеваться покрывало святой Дорофеи и, возможно, колеблет страницы книги, которую читает Мария[427].
35. ↑  Роберт Зуккале указывает в этой связи, что сами женские монастыри иногда назывались «садами Марии»[434].